# Mur de l'Atlantique

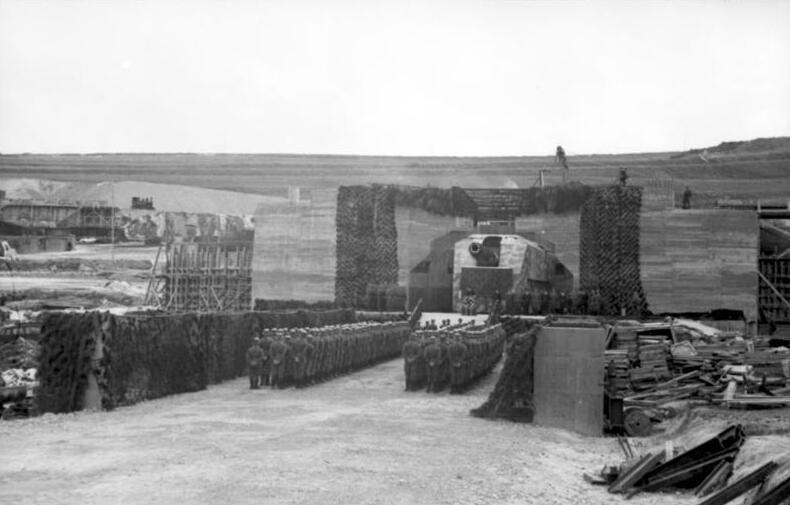
en France.

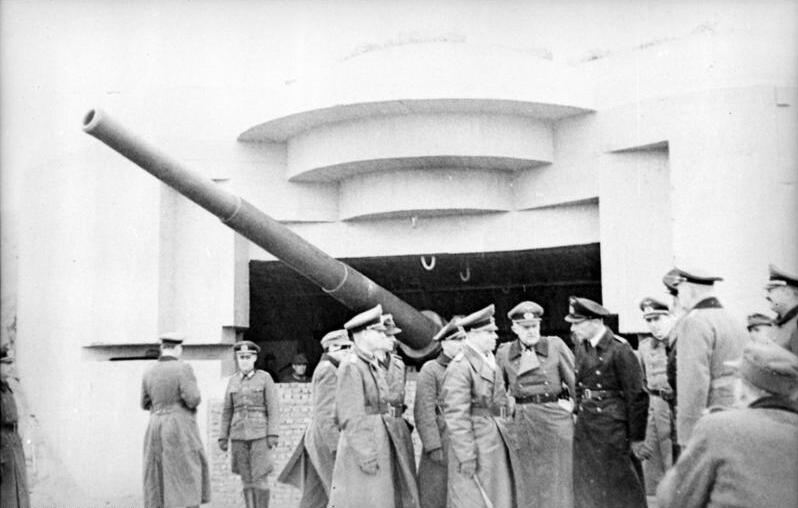
Erwin Rommel menant une inspection du mur.

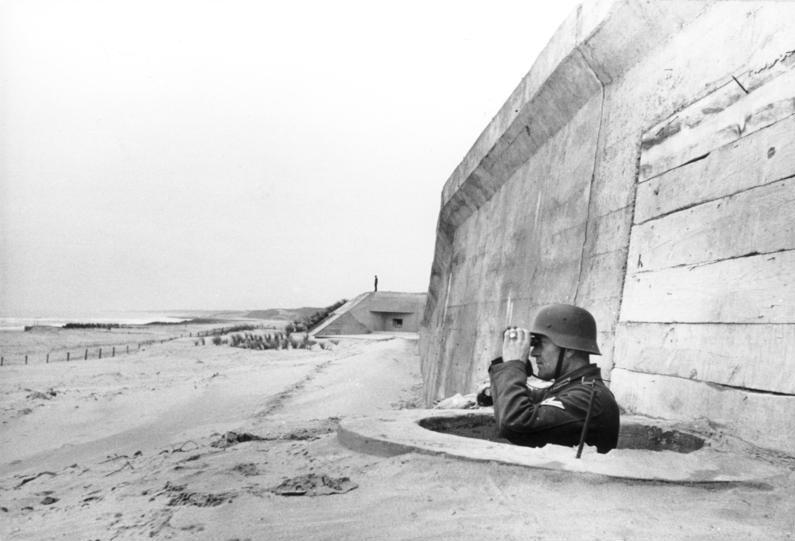
Défense sur les côtes de Gironde.

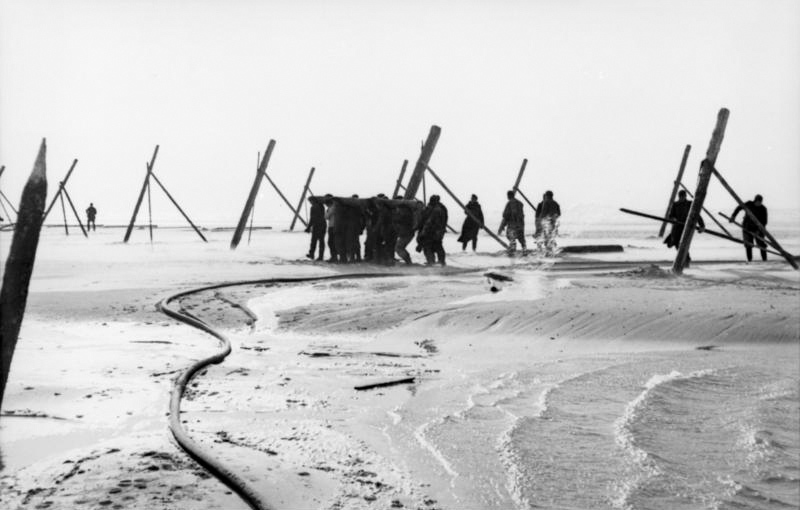
Pose de poteaux anti-débarquement sur une plage.

Le mur de l'Atlantique (Atlantikwall en allemand) est un ensemble important de fortifications côtières, construit par le Troisième Reich pendant la Seconde Guerre mondiale, le long de la côte occidentale de l'Europe et destiné à empêcher une invasion du continent par les Alliés depuis la Grande-Bretagne.
Conçues par l'Organisation Todt, ces fortifications s'étendent de la frontière hispano-française jusqu'au nord de la Norvège (Festung Norwegen). Elles sont renforcées sur les côtes françaises, belges et néerlandaises de la Manche et de la mer du Nord. En France, il fut largement construit par des travailleurs français réquisitionnés par le STO (service du travail obligatoire institué par le gouvernement de Vichy le 4 septembre 1942).  

## Historique

### Naissance et développement
Le 22 juin 1941, le IIIe Reich rompt le pacte germano-soviétique en déclenchant l'opération Barbarossa, ce qui ouvre le front de l'Est. Cependant, la victoire à l'Est est moins rapide qu'espéré par les Allemands et Staline presse les Alliés occidentaux pour l'ouverture d'un deuxième front en Europe, la Wehrmacht employant alors l’essentiel de ses ressources en hommes et en matériel sur le front de l'Est.
En septembre 1941, le Generalfeldmarschall von Witzleben, qui commande les forces allemandes de l'Ouest propose à l'OKW, le haut-commandement allemand, de construire des positions défensives sur le littoral. Le 20 octobre 1941, Hitler envoie une directive à l'OKW : bien qu'un débarquement britannique de grande envergure à l'Ouest lui semble « improbable », il s'attend à des attaques anglaises limitées « sous la pression de leurs alliés de l'Est et aussi pour des raisons de politique et de propagande » ; il s'attend particulièrement à une tentative de reconquête des îles Anglo-Normandes, importantes pour la surveillance des convois. Il fournit des instructions détaillées sur le nombre et le calibre des pièces d'artillerie à déployer et l'épaisseur des parois bétonnées, et consulte régulièrement une série de cartes des défenses côtières. Le 17 octobre 1941, peu avant l'entrée en guerre des États-Unis, il annonce un grand programme de mise en défense de l'archipel anglo-normand. Il insiste particulièrement sur la fortification des régions entre la Seine et l'Escaut mais prévoit leur extension de la Norvège au sud de la Loire pour couvrir les bases de sous-marins.

Le 15 mars 1942, Hitler remplace von Witzleben par le Generalfeldmarschall von Rundstedt. Le 23 mars il publie sa directive de guerre no 40 qui ordonne toute une série de mesures afin de renforcer les côtes des pays occupés ou annexés. En premier lieu, une protection de tous les grands ports, surtout ceux abritant, sur la façade atlantique, les bases pour sous-marins. Les Allemands sont persuadés qu'un débarquement ne peut avoir lieu qu'à proximité d'un port afin d'assurer la logistique des troupes débarquées. Dans cet esprit, il est décidé l'installation de batteries lourdes et moyennes de la Kriegsmarine responsable des objectifs marins, la création de points d'appui renforcés autour des ports tenus par l'armée de terre et à proximité des plages et des digues (les widerstandsnesten), enfin la Luftwaffe doit assurer la protection antiaérienne des lieux. Les objectifs doivent être atteints pour la fin de l'année. L'organisation Todt, le Reichsarbeitsdienst, le service du travail du Reich, ainsi que les unités du génie de l'armée sont chargés conjointement des travaux. Le commandement à l'ouest est également l'objet de modifications des compétences afin de rendre plus homogène la stratégie de défense et de construction du mur. Le 15 août 1942 se tient à Berlin une réunion avec des représentants de l'OKW et de l'organisation Todt.

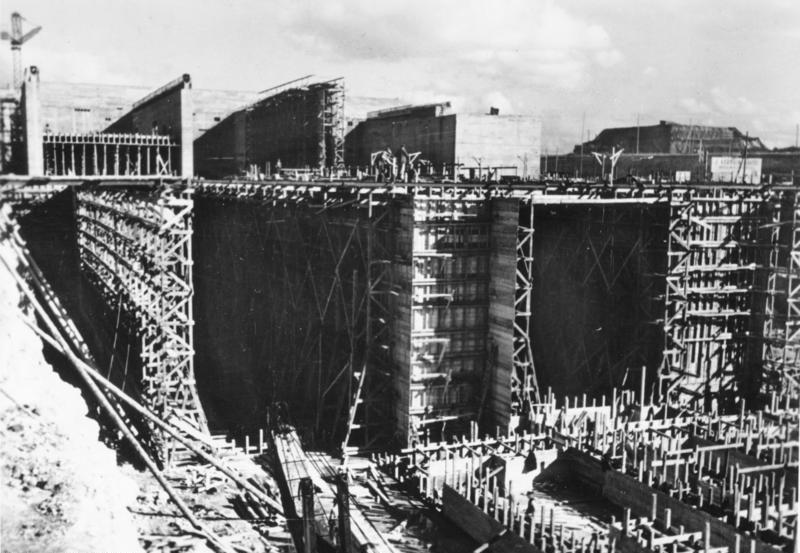
Construction de l'U-bunker de la base sous-marine de La Rochelle en octobre 1942. Les échafaudages pour la construction des alvéoles sont édifiés, puis c'est le coffrage, l'armature et le coulage du béton, selon des normes de construction sévères.

Quelques jours plus tard, le débarquement de Dieppe conforte les Allemands dans leur idée que les Alliés tenteront de débarquer près d'un port. Hitler demande que l'effort soit porté sur les côtes du Nord de la France et sur les côtes belges. Les troupes allemandes étant mobilisées à l'est, Hitler a choisi ainsi à l'ouest de « remplacer les hommes par du ciment » selon la célèbre formule de l'historien Robert Paxton,.
Mais l'intensification des bombardements alliés, des programmes prioritaires comme les bases pour le lancement des V1 ou la construction de ligne de défense sur les autres fronts, font que l'organisation Todt prend beaucoup de retard dans la construction du mur de l'Atlantique.

### Renforcement par Rommel
Un débarquement allié étant jugé imminent, en décembre 1943, le maréchal Erwin Rommel se voit confier par Hitler une mission d’inspection du mur. Le 31 décembre, il lui adresse un rapport alarmiste mais réaliste.
Si les défenses protégeant les ports sont jugées correctes, mais insuffisantes en cas d'attaque par la terre, les plages restent trop accessibles avec des points fortifiés pas assez nombreux et trop vulnérables. Plusieurs batteries côtières ne sont pas protégées par des casemates de béton et l'ensemble du dispositif manque de profondeur.
En janvier 1944, Rommel est nommé commandant du groupe d'armées B chargé de la défense du Nord-Ouest de l'Europe, des Pays-Bas jusqu'à la Loire, la zone la plus probable pour le débarquement allié.
Il ordonne immédiatement le renforcement des défenses. Sous sa direction, une ligne d'emplacements de tir abrités en béton renforcé le long des plages est construite, et quelquefois plus à l'intérieur, pour abriter des mitrailleuses, des armes anti-chars et de l'artillerie légère. Des champs de mines et des obstacles anti-chars sont posés sur les plages elles-mêmes et des obstacles sous-marins ainsi que des mines posées juste à la limite de marée. Le but est de détruire les péniches de débarquement avant qu'elles puissent débarquer leurs hommes ou véhicules. À l'arrière du littoral, les zones basses sont inondées et les prairies sont hérissées de pieux (les « asperges de Rommel ») pour éviter les atterrissages de planeurs.
Cet activisme porte ses fruits. Ainsi, entre janvier et mai 1944, 4 600 ouvrages sont construits contre 8 478 pour les deux années précédentes. L'organisation Todt fait passer sa production de béton armé de 357 000 à 722 000 m3.

### LaPanzerkontroverse- Opposition entre Rommel et von Rundstedt
La stratégie de Rommel vise à repousser les Alliés sur les plages, dès les premières heures du débarquement. Le maréchal von Rundstedt en revanche est lui adepte d'un système de défense plus mobile : des troupes armées et blindées en retrait dans les terres qui, concentrées, livreraient le combat après le débarquement car selon lui, les Alliés ne pourraient combattre longtemps sans disposer d'un port. Von Rundstedt souhaite donc maintenir les Panzerdivisions en retrait alors que Rommel les souhaite au plus près des côtes. Face à cette Panzerkontroverse, Hitler ne tranche pas : 3 divisions seront positionnées près des côtes, le reste à l'arrière.

### Main d'œuvre
L'Organisation Todt, qui a déjà créé la ligne Siegfried le long de la frontière franco-allemande, est responsable de la supervision de la construction du mur de l'Atlantique et la conception de ses principales fortifications. Au départ, les travailleurs sont volontaires : les Allemands ayant besoin d'une main-d'œuvre spécialisée, ils sont deux à trois fois mieux payés (grâce à des primes de séparation, d'intempéries, de logement, des primes de travail en zone dangereuse ou de bombardement pour les engagés travaillant dans les ports et les chantiers de bases sous-marines alors que les salaires sont bloqués depuis le décret du 10 novembre 1939) que les ouvriers travaillant dans ce secteur et bénéficient d'une protection sociale supplémentaire. Ensuite, des milliers de travailleurs forcés : prisonniers de guerre comme les tirailleurs sénégalais, 10 000 Juifs internés dans des judenlager (camps de travail forcé), jeunes Français voulant échapper au STO en Allemagne, républicains espagnols réfugiés en France (mais utilisés surtout pour les bases sous-marines) sont réquisitionnés pour construire ce mur le long des côtes néerlandaise, belge et française de la mer du Nord, de la Manche et en Vendée ainsi que dans les îles Anglo-Normandes.
Quand Rommel décide de renforcer le mur, les soldats allemands des unités stationnées près des côtes sont également mobilisés, au détriment des exercices, pour participer aux travaux de fortifications et surtout au camouflage et à la pose d'obstacles.

### Collaboration des entreprises françaises
Deux cents grandes entreprises allemandes sous-traitant en partie à 15 000 entreprises françaises, sociétés du BTP et cimenteries principalement (1 000 à 1 500 grosses et moyennes entreprises), collaborent à la réalisation des travaux. Ainsi, la société Sainrapt et Brice, dirigée par Pierre-Louis Brice, fait l'objet d'un procès retentissant dans le cadre de l'épuration économique. Pour construire, par exemple les 450 blockhaus de la Festung du Havre, les entreprises locales (Thireau-Morel, Société Française des travaux routiers) travaillent en sous-traitance des sociétés allemandes Brandt, Rittmann ou Stohr. Mais la majorité des entreprises ne sont condamnées qu'à payer les impôts et taxes sur les bénéfices, souvent très importants, réalisés pendant l'occupation. De même, la société des grands travaux de France, dirigée par Jean Gosselin qui est condamné à la Libération, Société de construction des Batignolles, ou encore Campenon Bernard Construction, Lafarge. Pour les entreprises allemandes citons Grün & Bilfinger, qui aura collaboré avec la Société de construction des Batignolles au titre des réparations allemandes de la Première Guerre mondiale, fournit probablement à l'organisation Todt des informations cruciales sur les capacités de production de la SCB, collabore aussi à la construction du mur.

### Limites du dispositif
À la veille du débarquement, les défenses du mur de l'Atlantique constituent un important obstacle pour les troupes alliées. Mais même si Rommel a « colmaté » les principales brèches, le mur de l'Atlantique n'offre pas la profondeur que le maréchal allemand aurait souhaitée et la seconde ligne défensive, plus en arrière du rivage, est très incomplète, faute de temps et de moyens. Quelques mois supplémentaires auraient sans doute permis de parfaire les défenses mais la supériorité aérienne et navale écrasante des Alliés, les moyens que ceux-ci allaient engager et, côté allemand, l'absence de réserves immédiatement disponibles, la mauvaise coordination des commandements ne pouvaient permettre au seul mur d'empêcher le débarquement.
Les limites du dispositif sont renforcées par des rivalités internes au sein de la Wehrmacht, nées principalement de conflits de compétence entre les états-majors des différentes armes. De plus, la suprématie aérienne alliée et les pertes de la Heer sur le front de l'Est ont érodé le potentiel militaire allemand cantonné derrière le mur de l'Atlantique. En contre-partie des bataillons de fantassins envoyés sur ce front, l'OKW fournit à von Rundstedt des soldats âgés, de très jeunes recrues inexpérimentées, des blessés et, parfois, des infirmes retirés du front russe ou des troupes recrutées parmi les prisonniers de l'armée Rouge qui refuseront de se battre lors du débarquement.

### Le mur et la Résistance
Le 8 mai 1942, le résistant français René Duchez subtilisa à la kommandantur de Caen une carte des plans des fortifications allemandes de la côte normande entre Cherbourg et Honfleur. Cette carte sera transmise au colonel Rémy. Selon Rémy, le vol de ces plans contribua au choix de la Normandie comme lieu du débarquement de juin 1944.
Guillaume Mercader a cartographié les emplacements des défenses et noté les points faibles possibles du mur de l'Atlantique dans le Bessin.

### Le débarquement

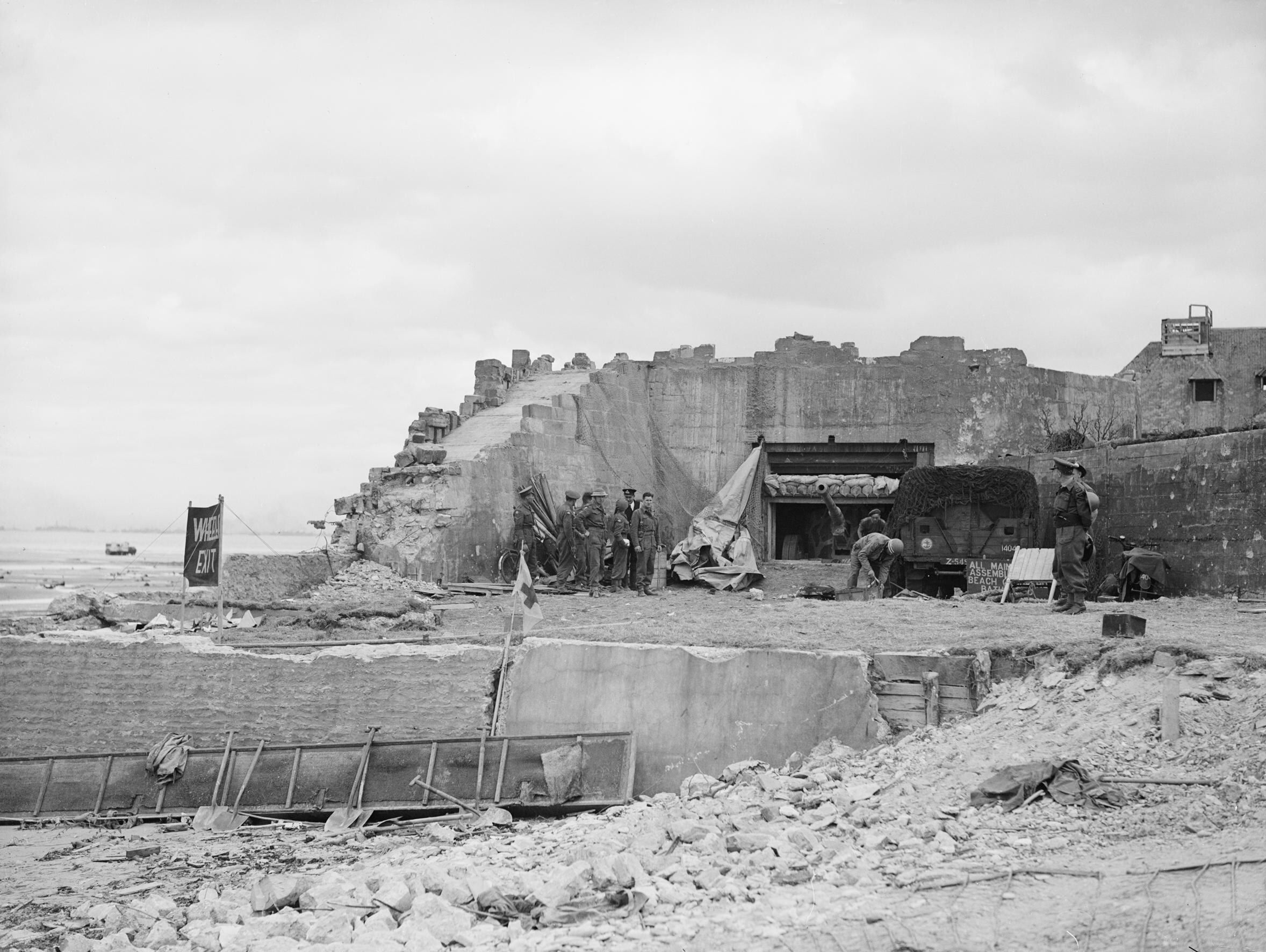
Les défenses du mur de l'Atlantique n'ont pas suffi à bloquer le débarquement du 6 juin 1944 (sur cette photo, des soldats britanniques inspectent un bunker sur Gold beach).

Les Alliés attaquent les défenses du mur de l'Atlantique lors du débarquement du 6 juin 1944 en Normandie sur les cinq plages différentes. Ils ont alors fait le choix de débarquer loin d'un port, ces derniers étant trop solidement défendus, retenant l'expérience du débarquement de Dieppe de 1942. Ce débarquement a été précédé les mois précédents de multiples bombardements (sur l'ensemble du littoral pour empêcher de faire connaître le lieu de débarquement). La veille du jour J, un intense bombardement des zones de débarquement et des batteries côtières proches précédera le débarquement des troupes. À l'exception d'Omaha Beach (où le bombardement fut fait par erreur plusieurs centaines de mètres en arrière des défenses allemandes) et de quelques batteries plus à l'intérieur des terres, les défenses côtières allemandes ne résistent guère plus d'une heure au débarquement des troupes alliées.

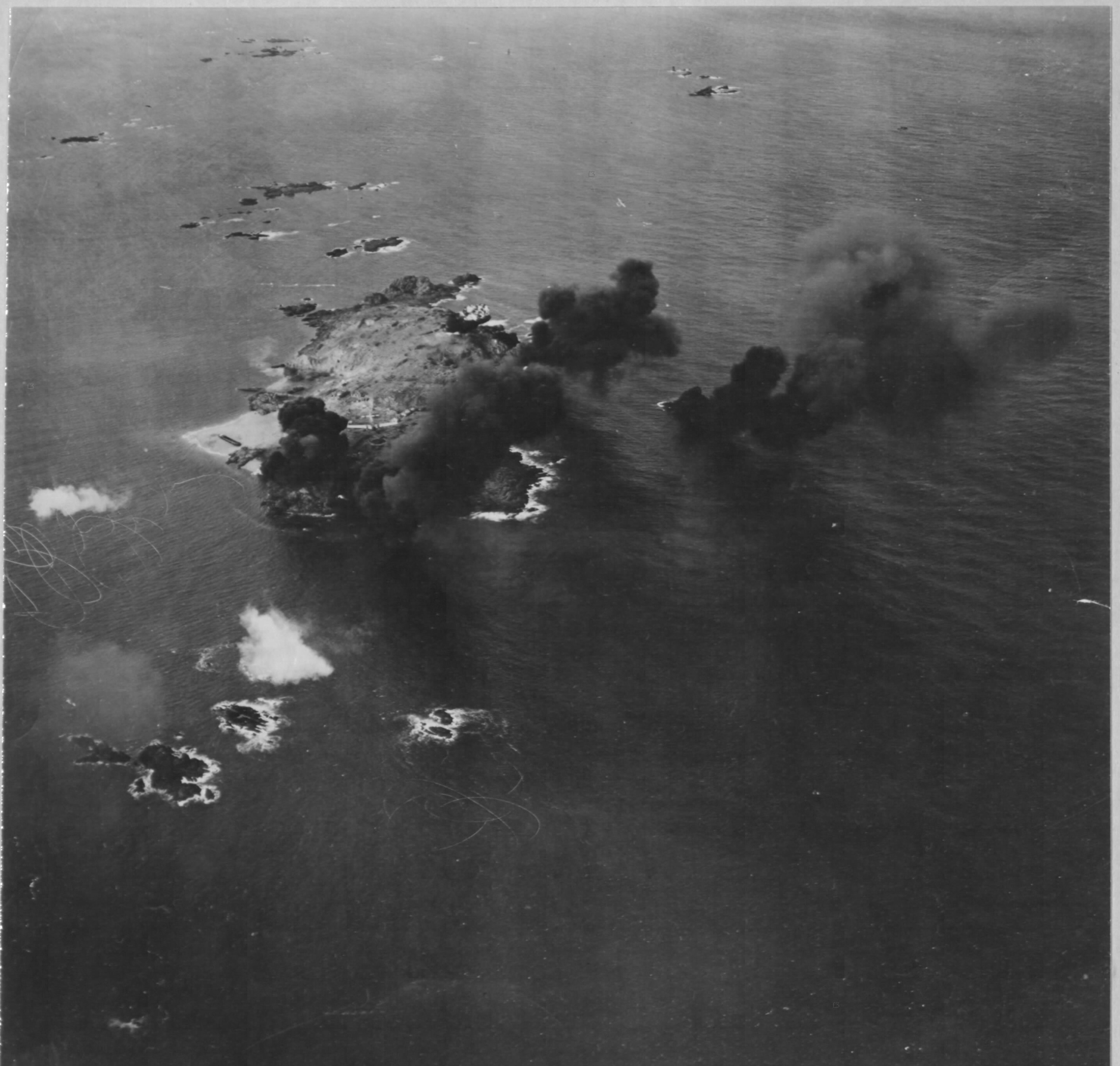
La garnison de Cézembre (photo), au large de Saint-Malo, résiste pendant trois semaines aux bombardements menés par les Alliés.

Mais les Alliés sont encore confrontés aux défenses du mur de l'Atlantique lors des combats pour la prise des ports la prise de Cherbourg fin juin 1944, ou du Havre début septembre 1944 ainsi que durant de la bataille de l'Escaut en novembre 1944 pour libérer les accès maritimes du port d'Anvers. La sanglante et longue bataille de Brest entre juillet et septembre 1944 pousse les Alliés à ne pas s'attaquer aux autres forteresses des ports atlantiques – les « poches de l'Atlantique » – dans lesquelles l'armée allemande s'est retranchée : Saint-Nazaire, Lorient, La Rochelle et Royan. Si Saint-Malo est libérée en août 1944, l'île de Cézembre résiste trois semaines aux bombardements alliés au napalm. Les îles Anglo-normandes ne sont libérées que le 9 mai 1945, au lendemain de la capitulation allemande.
Au total, 10 000 soldats alliés ont trouvé la mort face aux fortifications du mur.
L'écart se révèle finalement grand entre la propagande hitlérienne qui considère ce mur comme infranchissable, conçu pour « durer 1 000 ans » et comme « la fortification la plus importante de tous les temps », et l'épreuve du feu au cours de laquelle il réussit, au mieux, à ralentir quelques jours la progression alliée dans les terres.

## Composition

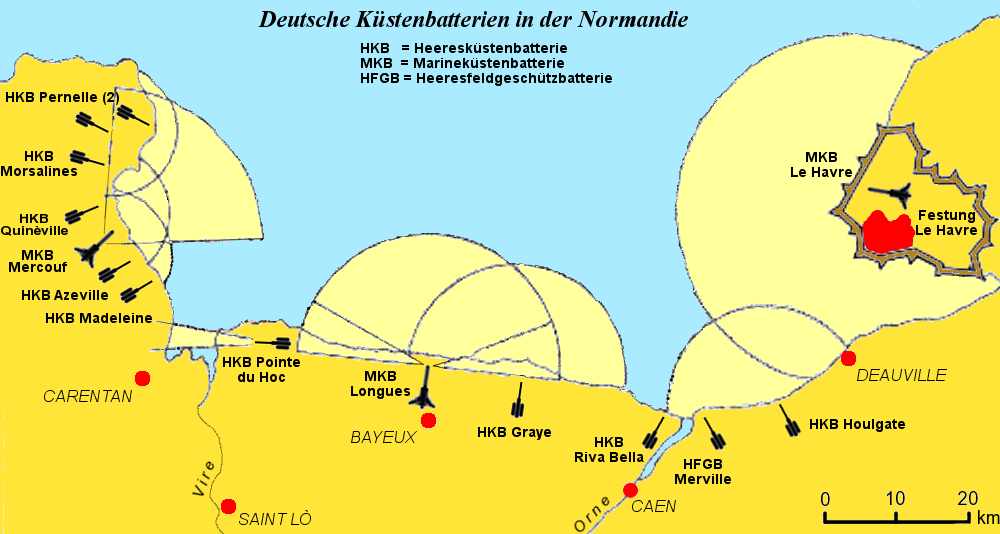
Les batteries côtières sont dotées d'une artillerie disparate puisqu'elles comprennent des canons anciens ou modernes de 28 calibres différents provenant des prises de guerre dans tous les dix pays occupés d'Europe (pièces russes, canons tchèques, bouches à feu polonaises ou autrichiennes, canons français provenant des magasins de l'armée, de la ligne Maginot ou des forts côtiers), ce qui entraîne des problèmes complexes d'entretien, de fourniture de pièces de rechange, de mode d'emploi, d'approvisionnement en munitions.

Le mur de l'Atlantique peut se décomposer en cinq ensembles : 
- les forteresses protégeant les ports (Festung) ;
- les batteries d'artillerie côtières (Stützpunkt et Stützpunktgruppe) ;
- les ouvrages de défense rapprochées des plages (Widerstandsnest) ;
- les stations radars et d'écoute ;
- les obstacles anti-débarquement des plages et anti-mouvement à l'arrière des défenses.

La partie la plus fortifiée et la mieux équipée est le littoral du Pas-de-Calais car la plus proche de la Grande-Bretagne et le lieu de débarquement supposé le plus probable.
On peut aussi ajouter le complexe de Margival dans l'Aisne, comportant 465 ouvrages bétonnés, qui fut construit dans le but de servir de Quartier Général pour le Führer en cas de débarquement allié : le « Wolfsschlucht II ».

### Typologie des fortifications

#### LesFestung
Après le raid de Dieppe, les Allemands renforcent considérablement la protection des ports, les transformant en Festungen (forteresse en allemand, issue de la Verteidigungsbereich ou périmètre de défense mise en place avant l'édification du mur de l'Atlantique) qui englobe les secteurs les plus menacés par une opération amphibie et qui sont dotés de puissantes défenses fondées sur une concentration de pièces d'artillerie à longue portée. Les Allemands sont en effet persuadés que les Alliés chercheront à s'emparer d'un port dès le débarquement ou dans ses tout premiers jours pour acheminer les renforts, l'approvisionnement et le matériel lourd. Les principaux ports de la Manche et de la mer du Nord se voient ainsi protégés par plusieurs batteries lourdes. Le port et la ville attenante sont quadrillés de blockhaus divers. Enfin, la protection du port est renforcée par une ou deux lignes de défense, en arc de cercle à l'arrière, pour les protéger d'une attaque terrestre.
Hitler accorde la plus grande importance aux forteresses, clé du dispositif de défense. Il choisit personnellement leurs commandants, les convoque pour leur faire renouveler  leur serment de loyauté au Führer et au Reich, leur décerne éventuellement la Croix de fer et, par la suite, communique régulièrement par radio pour leur répéter ses instructions : combattre jusqu'au dernier homme, à la dernière munition ou à la dernière pierre et, en cas d'encerclement, rendre le port inutilisable par des mines, des épaves et le sabotage des installations
Le Generalfeldmarschall von Rundstedt détermine seize festungen (en) sur le littoral européen, dont douze sont situées sur les côtes françaises. 

#### LesStützpunktetStützpunktgruppe

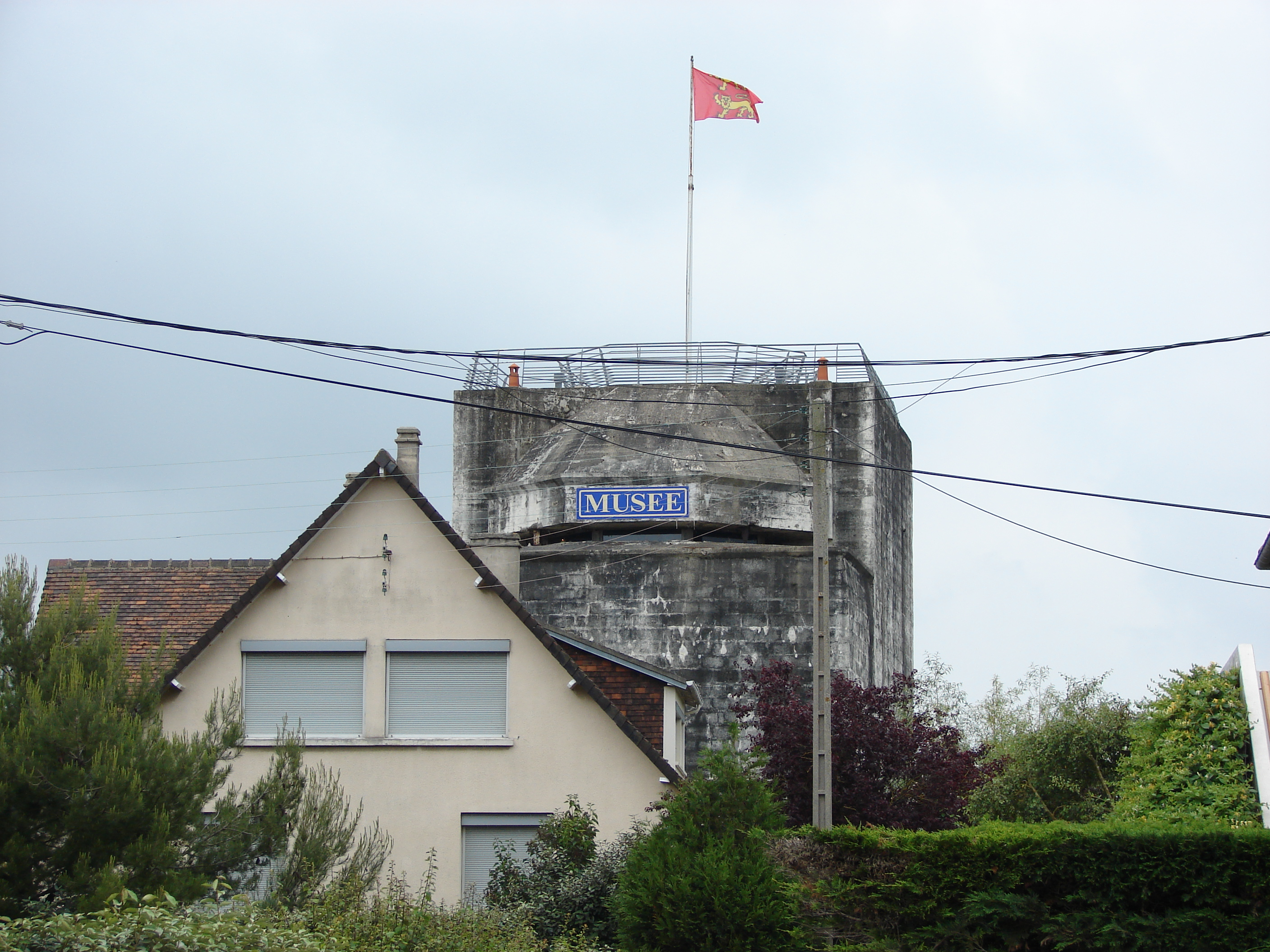
Élément du Stp 8 à Riva Bella.

Les Stützpunkt, ou point d'appui lourd (abrégé en « Stp »), est l'organisation défensive la plus fréquente sur les côtes françaises. Cette position fortifiée autonome, isolée ou en groupe (le Stützpunktgruppe, abrégé en « Stp.G ») est « composée d'ouvrages en béton abritant des canons de moyen calibre, des pièces anti-char, des projecteurs, le tout entouré de réseaux de barbelés et de champs de mines. Constituant de solides emplacements sur le mur, les points d'appui, souvent groupés, défendaient par exemple l'embouchure des petits fleuves côtiers (Vire, Orne, Somme), des ports de faible envergure (Dieppe, Granville, Roscof…) un grand aérodrome ou des installations militaires de valeur (station radar, batterie d'artillerie à longue portée ». Ce point d'appui lourd devait pouvoir soutenir un siège pendant quatre semaines sans être ravitaillé.

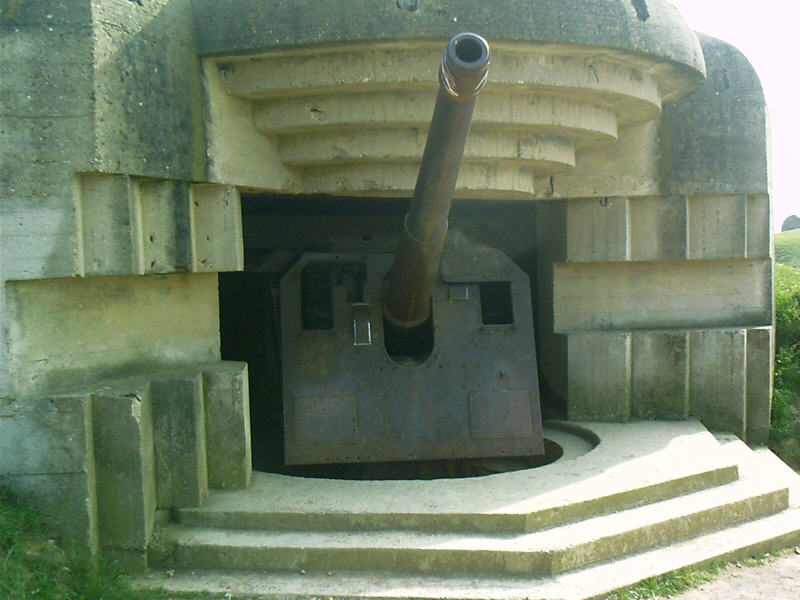
Un des canons de 152 mm de la batterie de Longues-sur-Mer en Normandie.

Les batteries d'artillerie, dans les forteresses ou sur la côte, représentent la raison d'être du mur : empêcher les navires d'approcher et d'appuyer un débarquement de plus petites embarcations. C'est autour d'elles que se développent des défenses plus légères. Sur la zone entre Cherbourg et le Pas-de-Calais, elles couvrent l'ensemble des zones de débarquement possibles. On en compte ainsi 24 entre Cherbourg et Le Havre.
Une batterie se compose généralement d'un — ou plusieurs — canons de marine autour duquel on construit un blockhaus de protection (généralement dans cet ordre pour les canons de marine au vu de leur taille imposante). Ces canons ont une portée de plusieurs dizaines de kilomètres. Certaines batteries lourdes construites dans le Pas-de-Calais, comme la batterie Todt, peuvent tirer leurs obus jusque sur le territoire anglais. Le principe d'implantation d'une batterie moyenne (de la Kriegsmarine ou de la Wehrmacht) est simple : quatre casemates, orientées par deux ce qui permet d'augmenter l'angle de tir. Un poste de direction de tir, placé à l'avant des casemates (comme à Longues) ou décalé (fort de l'Ève à Saint-Nazaire). Les abris pour munitions sont construits à une distance déterminée (ni trop loin afin de maintenir un approvisionnement rapide, ni trop près à cause des risques de bombardements de la zone). Les capacités de stockage sont en fonction du type des casemates. Enfin, les abris pour le personnel servant les pièces d'artillerie, et les abris annexes comme les citernes, puits protégés, abri pour groupes électrogènes, abri sanitaire…
Quelques cuves pour canons de DCA ainsi que des ouvrages de défense rapprochée complètent l'ensemble qui est clôturé et protégé par des champs de mines plus ou moins importants.
Toutes ces batteries d'artillerie côtières disposent de postes de direction de tir. Des casemates sur plusieurs niveaux abritent les instruments électroniques et optiques (télémètres) nécessaires à l'orientation du tir des canons de la batterie.

#### LesWiderstandsnest

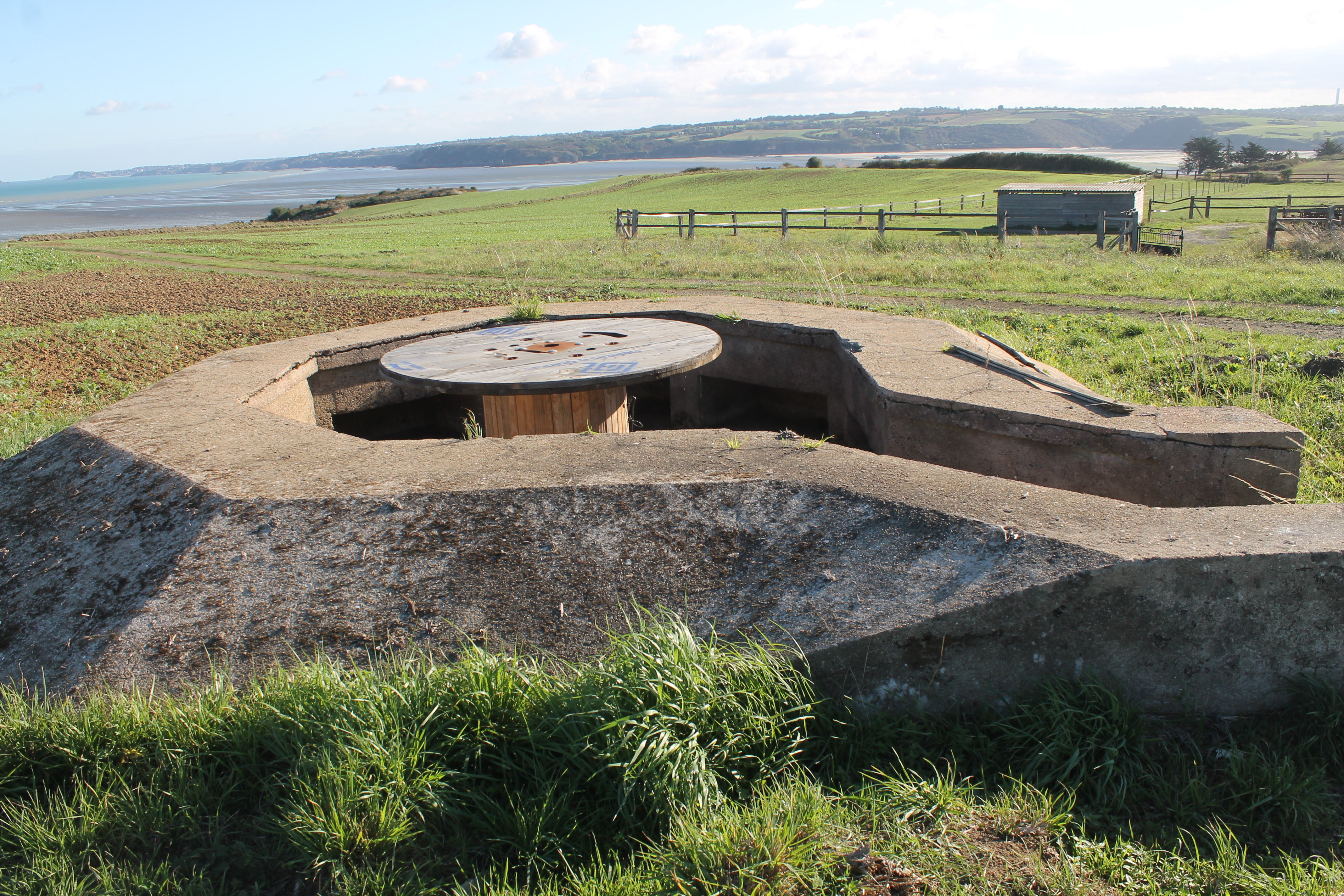
Encuvement pour canon antichar du Wn La 370b, appartenant au KVU gruppe d'Yffiniac.

Un Widerstandsnest (nid de résistance en français) ou « Wn » est un ensemble de fortifications construites par l'armée allemande comme points d'appui légers (par rapport aux Stützpunkt, points forts constitués des batteries d'artillerie côtière) du Mur de l'Atlantique. Il assure la sécurité de secteurs vacants entre les Stützpunktgruppe, afin de défendre certains points côtiers (plages, digues, falaises). Composés en général d'une ou deux casemates équipées de canons de moyen calibre, de tobrouks (niches bétonnées accueillant un soldat), de positions de mortiers, de mitrailleuses de type MG 34 ou MG 42 et de pièces antiaériennes reliées par un réseau de tranchées, ils sont spécialement destinés à la défense rapprochée contre les troupes d'assaut.

### Standardisation des constructions

#### LesRegelbau

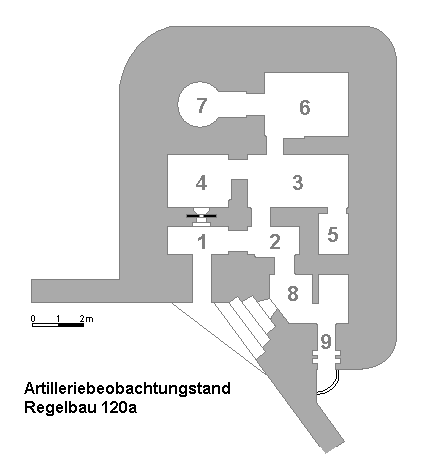
Plan d'un Regelbau 120a.

L'organisation Todt a normalisé la construction des casemates suivant leur usage et leurs contraintes : le Regelbau. Cette normalisation a commencé avant la guerre et on la retrouve sur la ligne Siegfried, avant d'être affinée et adaptée à une défense côtière. Elle doit permettre un gain de temps dans la construction, une optimisation de l'usage des matériaux et une assurance de qualité de fabrication. Mais cette méthode se révèle toutefois en partie inefficace du fait qu'il faut adapter les plans au terrain et aux ressources disponibles.

#### LesTobrouk

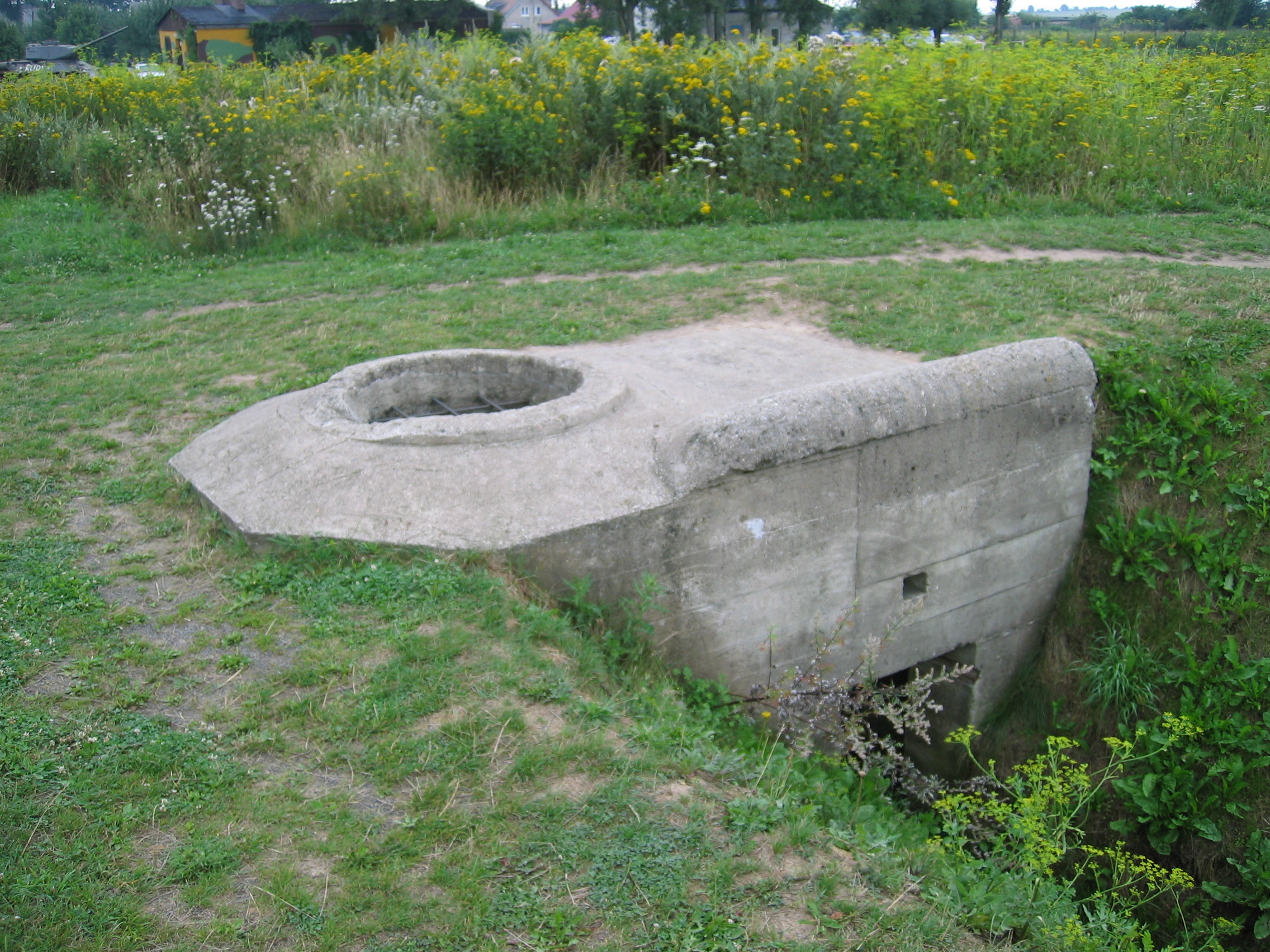
Un tobrouk avec sa dalle de combat circulaire.

Ces petits blockhaus individuels, appelés Ringstand en allemand, c'est-à-dire abri/emplacement circulaire, prennent le nom de tobrouk, Tobruk en allemand, après le siège de Tobrouk par Rommel. Ils désignent un petit abri ouvert sur l'extérieur dans la partie supérieure par un trou. Les personnels affectés dans les tobrouks sont généralement équipés de mitrailleuses MG 34 ou MG 42, avec ou sans bouclier, montées sur un affût circulaire ou en appui sur bipied. Les tobrouks peuvent également être modifiés, afin de permettre l'installation d'une tourelle de char de modèles déclassés, ou de prises de guerre. L'armement de ces dernières est le plus souvent modifié par l'intégration de matériel allemand.
Ils peuvent recevoir un ensemble de matériels assez variés, mais c'est la version Vf 58c, pour MG qui est la plus construite. D'autres peuvent abriter un mortier de 5 cm ou 8 cm, un lance-flammes, du matériel de transmission optique… La longue liste des tobrouks est modifiée en Bauform (« position de montage ») pour une meilleure identification. Chaque Bauform correspond alors à un seul ouvrage. Ainsi, pour chaque type de tourelle de char, tant allemande que de prise de guerre, celui-ci a un numéro.

### Les obstacles
Le but des obstacles sur les plages est d'empêcher l'approche des barges de débarquement. On retrouve donc suivant les plages des réseaux de pieux en bois surmontés de mines, des trépieds formés de troncs d'arbres équipés de lames d'acier (« casse-noisettes »), des poteaux en acier assemblés ressemblant à des portes d'étables (« portes belges » — ce sont des obstacles anti-chars dénommés « grilles Cointet » que l'armée belge a disposés sur sa ligne de défense Koningshooit-Wavre dès le début de la déclaration de guerre. Ce matériel a été récupéré par les occupants et déménagé vers les plages à défendre), des « hérissons tchèques », des plots en béton et des fils de fer barbelés viennent compléter le dispositif défensif. Plus de 500 000 obstacles sont ainsi répartis sur les plages. Les sorties de plages sont protégées par des dents de dragons, des murs ou des fossés anti-chars.
L'arrière des côtes est aussi protégé. Rommel fait inonder les abords bas des rivières. Sur les terrains dégagés pour prévenir l'atterrissage de planeurs, il fait planter des poteaux de 2 à 3 mètres (les Rommelspargel, « asperges de Rommel ») pour éviter l'atterrissage de planeurs. 5 à 6 millions de ces pieux seront ainsi plantés à l'arrière du littoral.

### Troupes
Les troupes statiques utilisées pour défendre les plages et les côtes sont de faible valeur combative, souvent des hommes déclarés inaptes au combat des unités mobiles. On y trouve également des étrangers combattant sous l'uniforme allemand, principalement d'anciennes troupes soviétiques.
Les troupes à plus grande valeur combattante se trouvent beaucoup plus à l'intérieur des terres, et surtout sur le font de l'Est.
Dans l'attente du débarquement, le moral reste élevé en raison d'une solide discipline, et des jeunes recrues endoctrinées ou fanatisées par la propagande hitlérienne alors que les soldats plus expérimentés ont comme leurs officiers le sentiment diffus que le combat à venir est inégal. La vie dans les bunkers est monotone et difficile. Les exercices et les travaux d'entretien alternent avec de nombreux moments de repos dans lesquels la nourriture et les cigarettes, les jeux, la lecture (celle notamment du courrier), les activités sportives ou la musique sont essentiels à l'entretien du moral des troupes pour lutter contre le défaitisme.
|                                                                        |
| Scène reconstituée d'une séance de coupe de cheveux dans une chambrée. |

|                                                                                      |
| La vie dans un bunker durant le temps de repos entre deux gardes le 17 février 1944. |

## Quelques chiffres

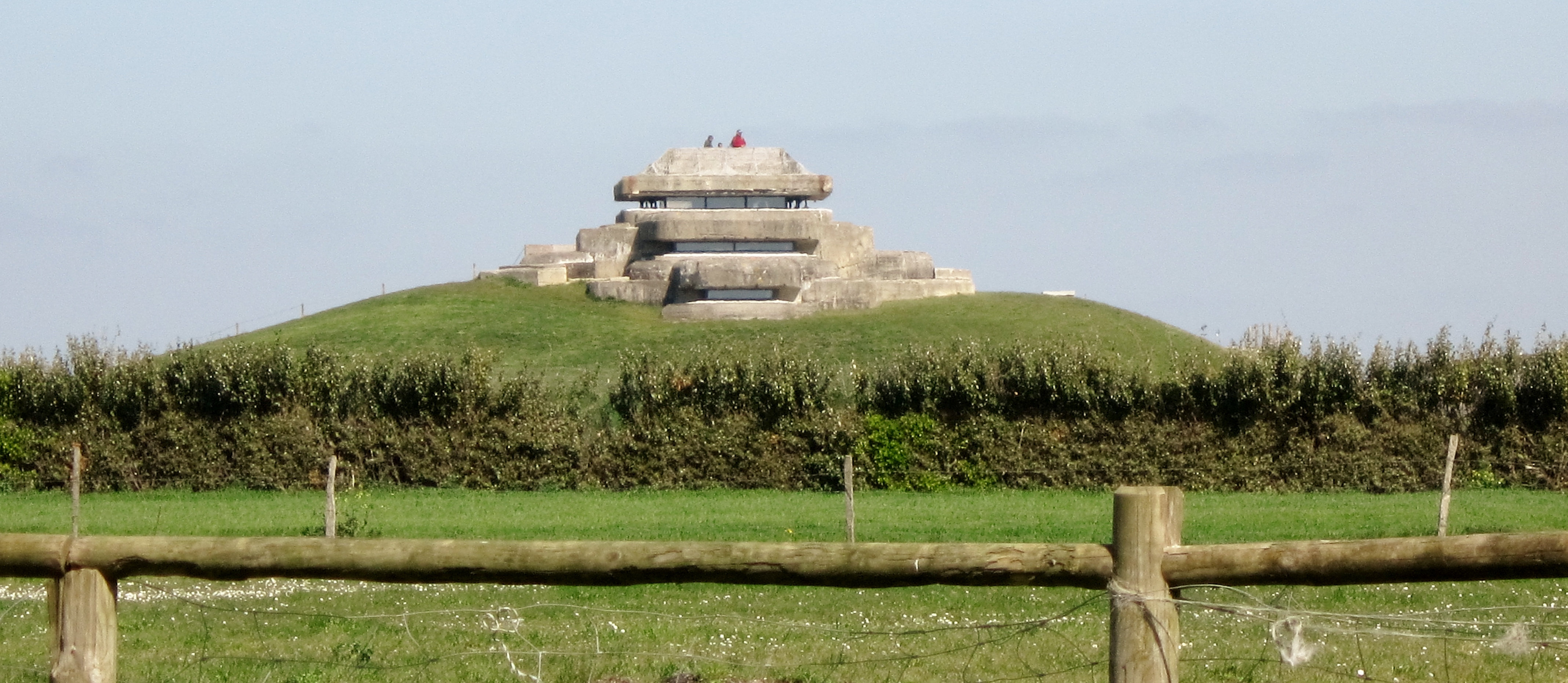
3000 bunkers ont été recensés en Bretagne. Poste de commandement de tir à Plougonvelin.

Le mur de l'Atlantique ou Atlantikwall, déployé par les Allemands du printemps 1942 au printemps 1944 mesure 4 400 km de long environ (2 100 km en France), s'étirant du cap Nord à Hendaye. Selon le rapport confidentiel Handbook of the Organisation Todt publié en mars 1945 par le service de renseignement militaire Military Intelligence Research Section émanant du SOE, ce chantier est le programme de construction le plus impressionnant depuis l'Empire romain. Il a nécessité 1,5 milliard de tonnes de ferraille et 16 à 17 millions de m3 de béton (soit l'équivalent de 65 centrales nucléaires), ce qui en fait la plus grande opération de génie militaire depuis la muraille de Chine.
- 15 000 ouvrages y sont prévus dont 8 000 en France, échelonnés le long des côtes qui se décomposent en :
  - 4 000 ouvrages dits principaux
  - 1 000 casemates pour canons antichars
  - 10 000 casemates diverses

En avril 1943
- 3 670 ouvrages sont bâtis
- 2 530 en cours de construction

En juillet 1943
- 8 000 installations permanentes sont terminées

En juin 1944
- 12 247 installations sont construites[34] mais la moitié des 15 000 prévues ne sont pas complètement terminées (par manque de matériaux, mais plus encore à cause de la décision de focaliser les efforts sur les villes portuaires promues Festung) et le dispositif de fortification n'est pas assez cohérent, avec notamment un armement hétéroclite utilisé par 300 000 soldats retirés du front de l'Est ou provenant des pays occupés, mais n'ayant jamais combattu[35]
- En Normandie, le mur est très inégalement terminé. Le long des 500 km de côtes on peut compter 
  - 1 643 ouvrages bétonnés terminés
  - 79 en voie d’achèvement
  - 289 en cours de construction

Ce qui correspond, en moyenne, à 4 ouvrages au kilomètre linéaire.
- La construction du mur mobilise 450 000 travailleurs[Note 10], les soldats allemands du génie civil (correspondant à 10 % de cet effectif) servant de cadres[37].
- Le mur nécessite 13 millions de m3 de béton pour construire du Danemark à Bidassoa (frontière espagnole)
  - 12 000 ouvrages tels que forteresses, bases sous-marines, blockhaus, tobrouks, cuves à canons…
  - 200 000 obstacles hérissent les plages normandes tels que les hérissons tchèques, asperges de Rommel, champs de mines…
  - 300 000 soldats
  - 4 000 pièces d'artillerie d'origine étrangère contre un millier de fabrication allemande, avec une très grande diversité de calibres (61). Une très grande partie de ces pièces est une récupération chez les adversaires — français, tchèques ou russes —, avec les munitions correspondantes parfois en quantités limitées[35]

## Aujourd'hui
De nombreux blockhaus sont encore en place tout le long du tracé du mur. Certains ont été restaurés ou abritent des musées, par exemple Le Grand Blockhaus à Batz-sur-Mer, la batterie Todt dans le Pas-de-Calais ou le poste de direction de tir de Riva-Bella à Ouistreham. Sur les côtes sablonneuses de nombreux « blockhaus » se sont affaissés avec le temps. Sur la côte Aquitaine, on peut ainsi voir de nombreux blockhaus très endommagés au bord des plages, voire dans l'eau, alors qu'ils se trouvaient initialement en haut des dunes. L'exemple le plus célèbre est constitué des « blockhaus » de la dune du Pilat près d'Arcachon qui, construits sur la crête des dunes, se retrouvent plus de 60 ans après, 100 mètres plus bas. Une grande majorité des « blockhaus » sont à l'abandon, très dégradés et corrodés par le vent marin et les intempéries, largement tagués. Il est souvent dangereux de se risquer à y pénétrer. Certains « blockhaus » sont utilisés par les services de déminage pour y faire exploser des obus retrouvés sans risque de dommage pour les zones environnantes.

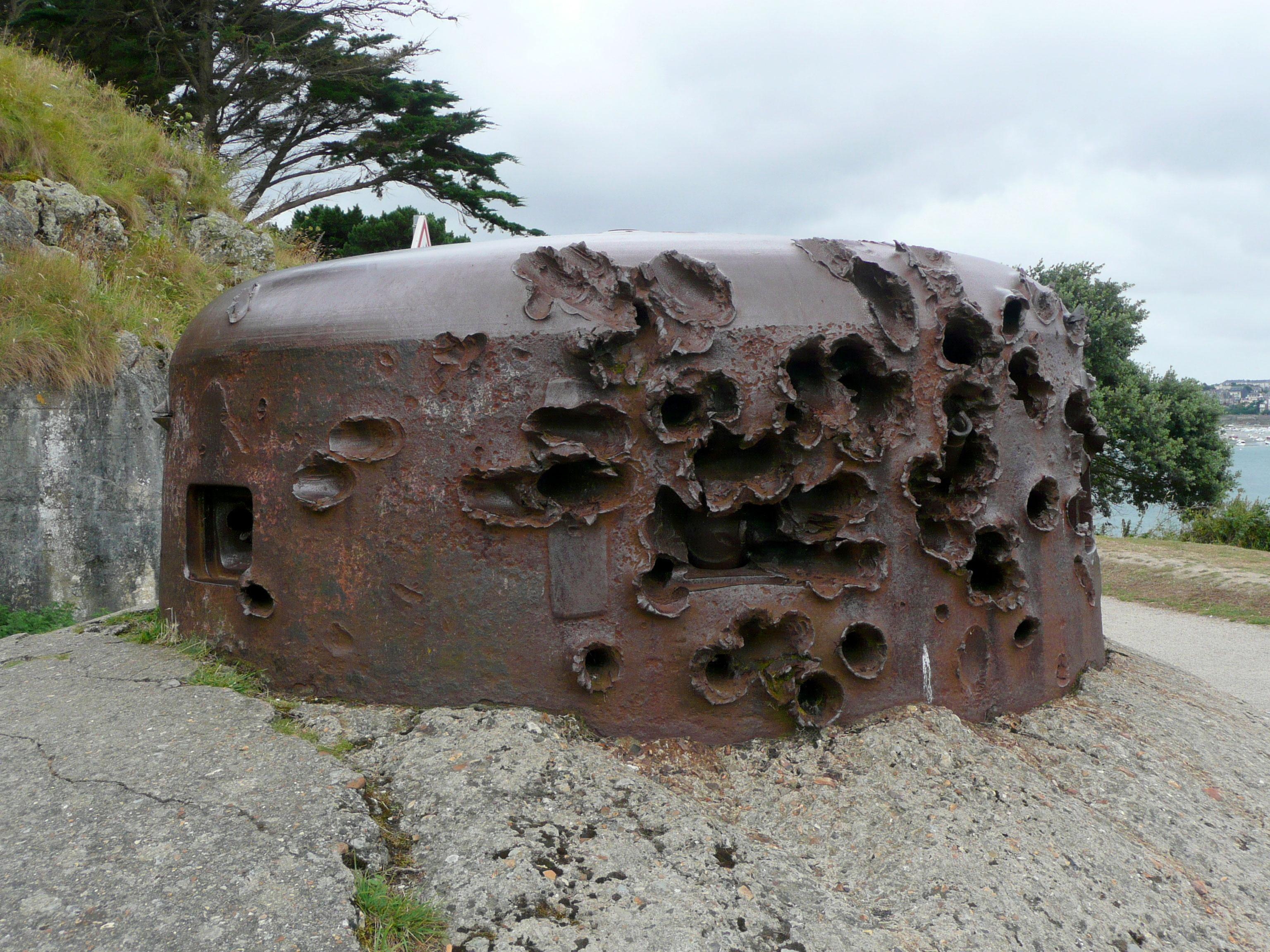
Cloche blindée à Aleth, protégeant le port de Saint-Malo avec les impacts d'obus américains tirés pendant la libération de Saint-Malo.
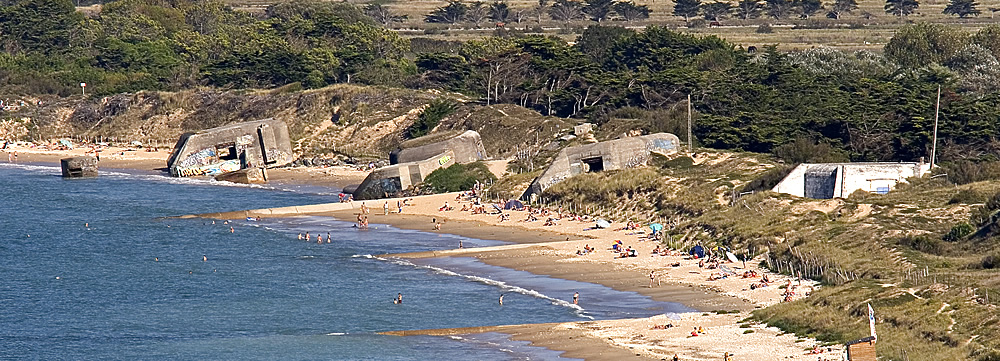
Les blockhaus affaissés à Saint-Clément-des-Baleines sur la côte nord de l'île de Ré en Charente-Maritime.
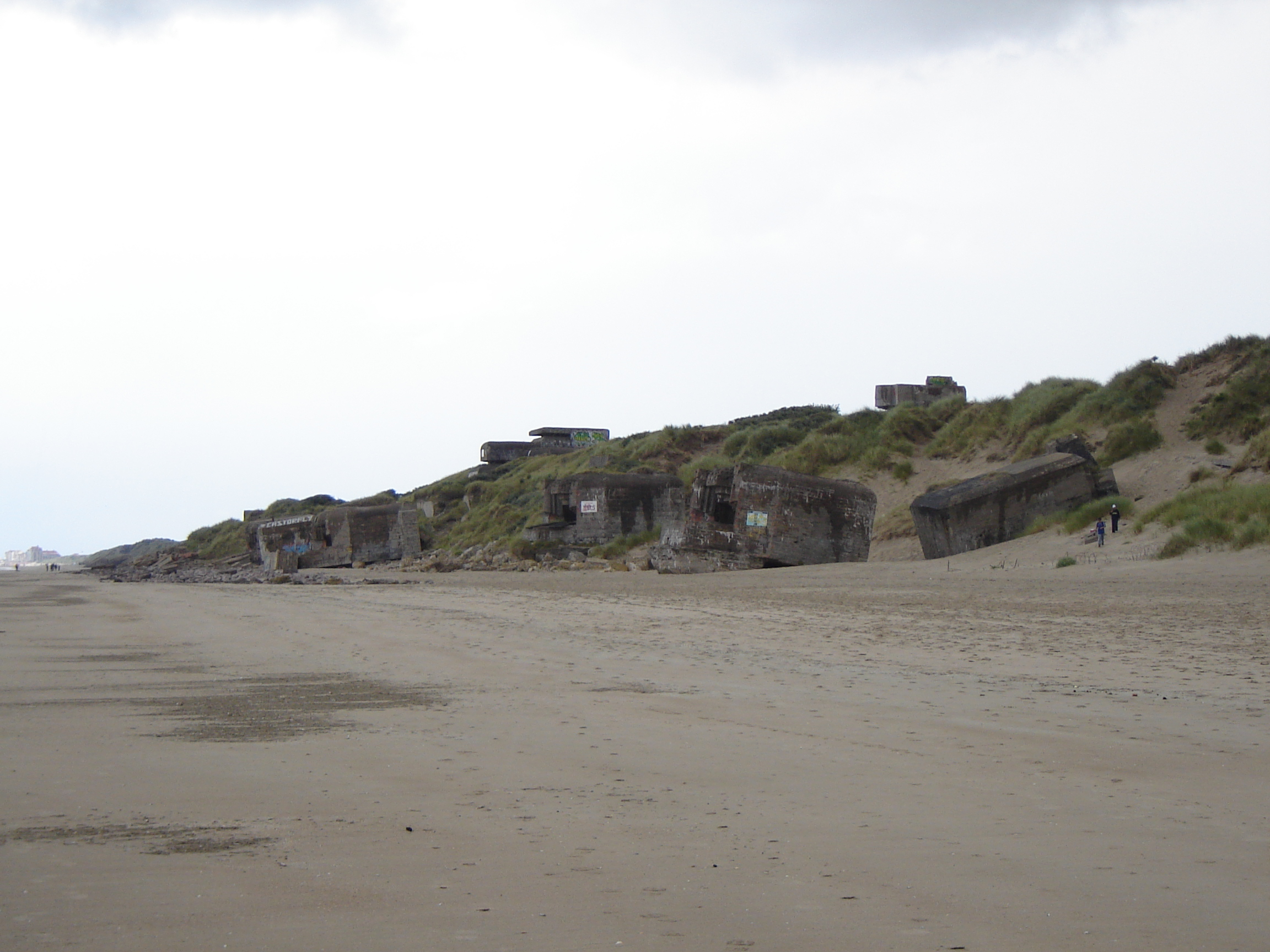
blockhaus renversés sur la plage de Leffrinckoucke en France.
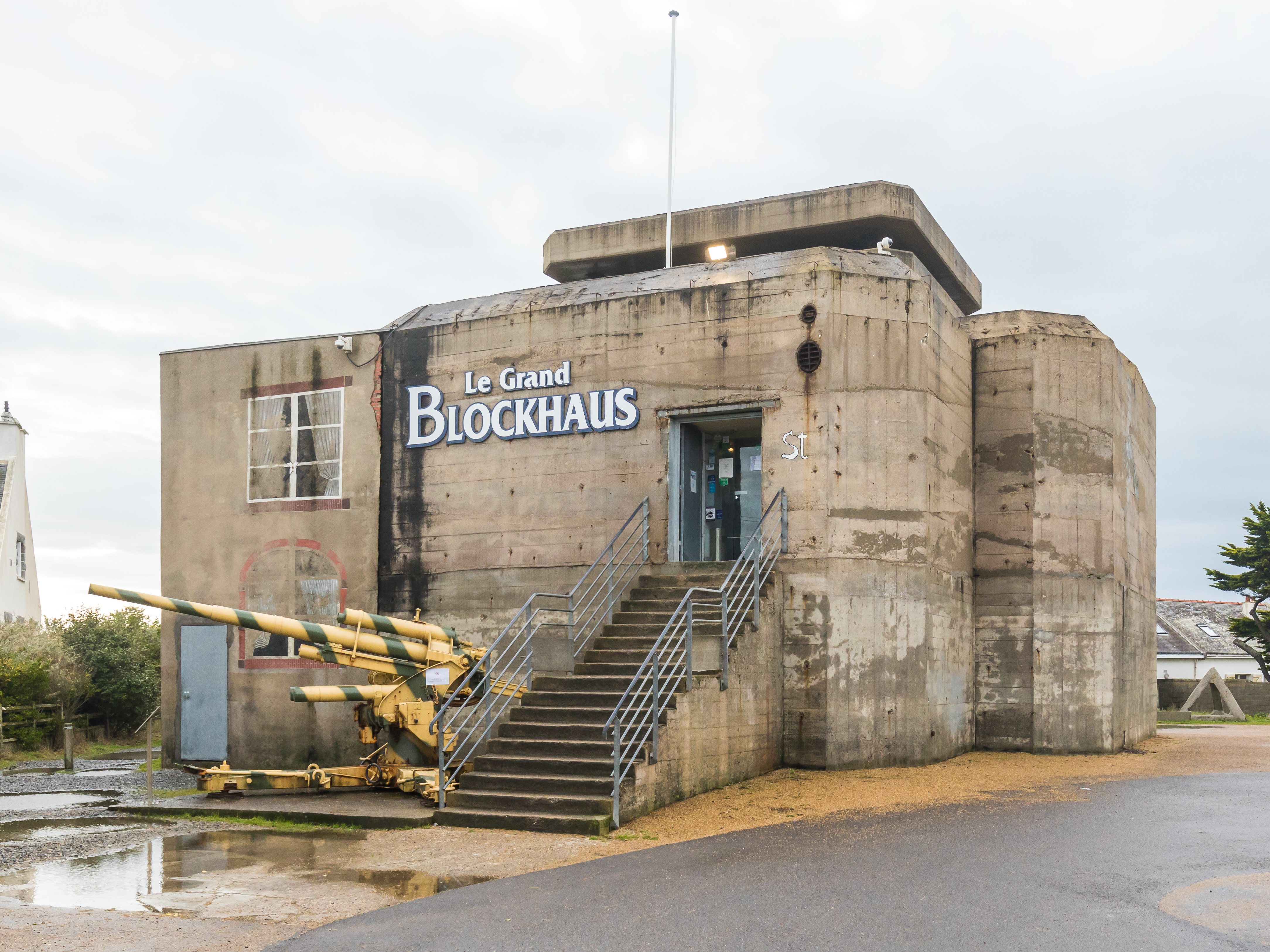
« Le Grand Blockhaus », musée recréant un poste de commandement de tir allemand à Batz-sur-Mer près de Saint-Nazaire.
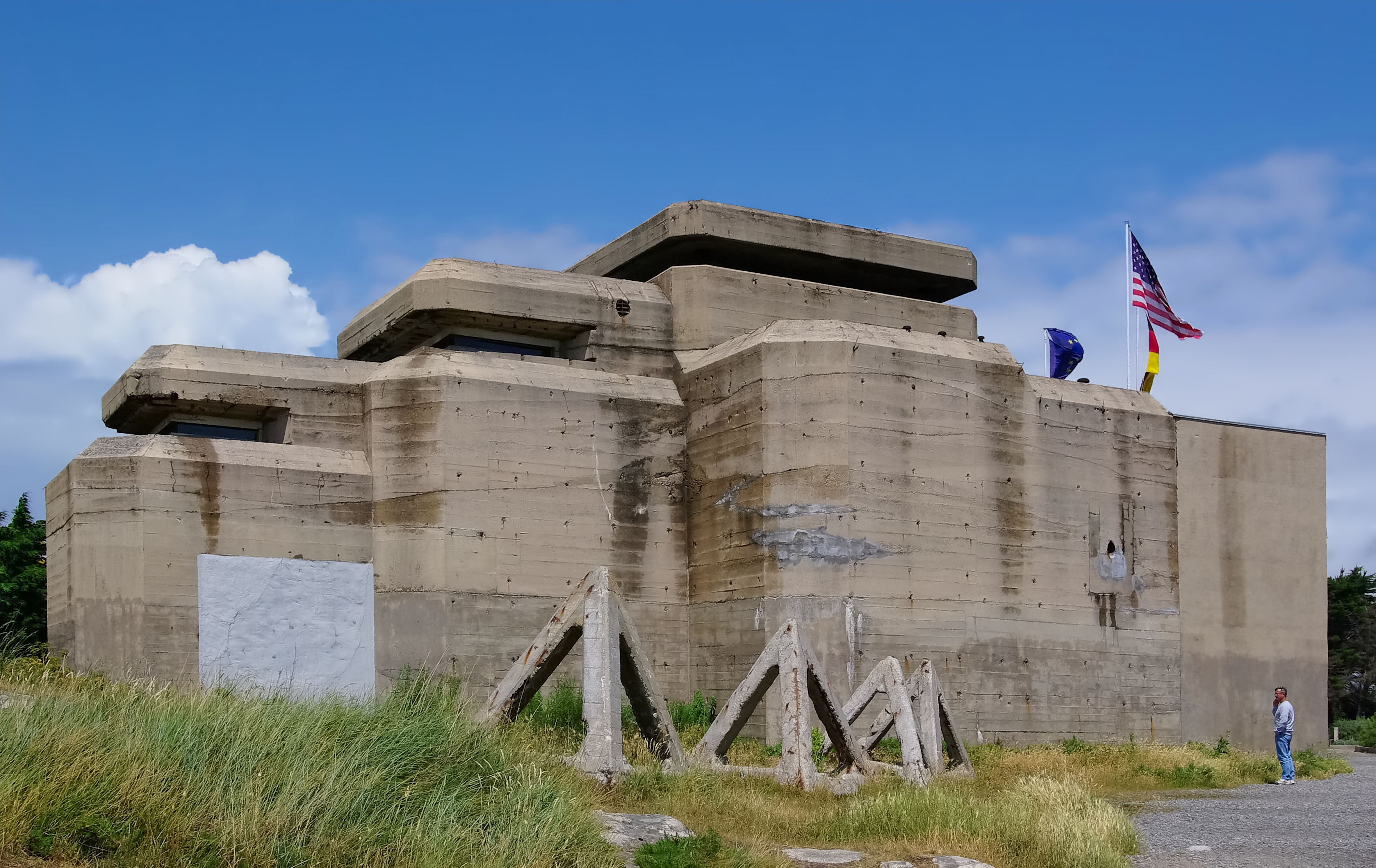
« Le Grand Blockhaus » et quatre tétraèdres de béton, obstacles aux tentatives de débarquement.
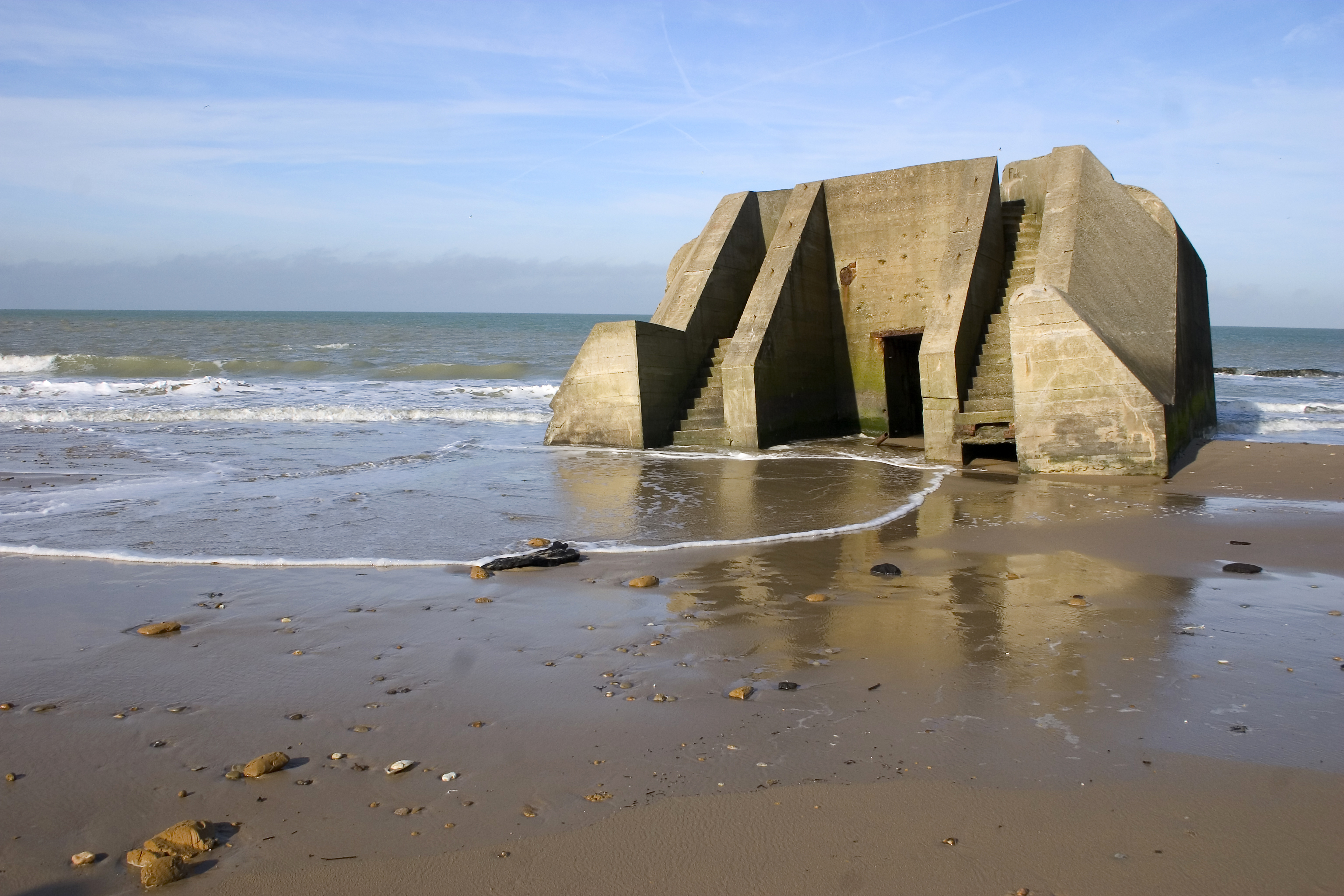
Les blockhaus dépassés par la mer à Wissant.
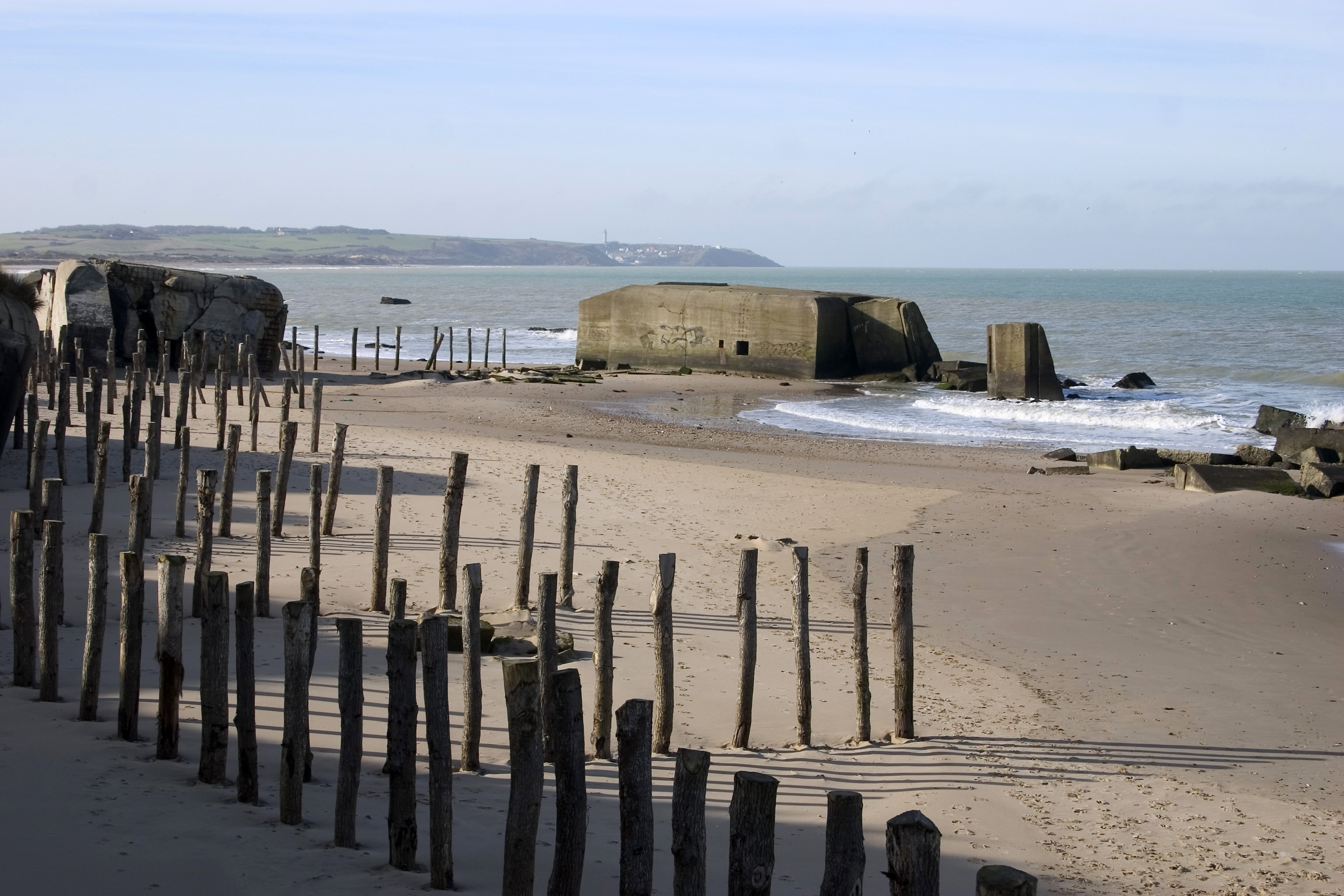
Les blockhaus dépassés par la mer à Wissant.
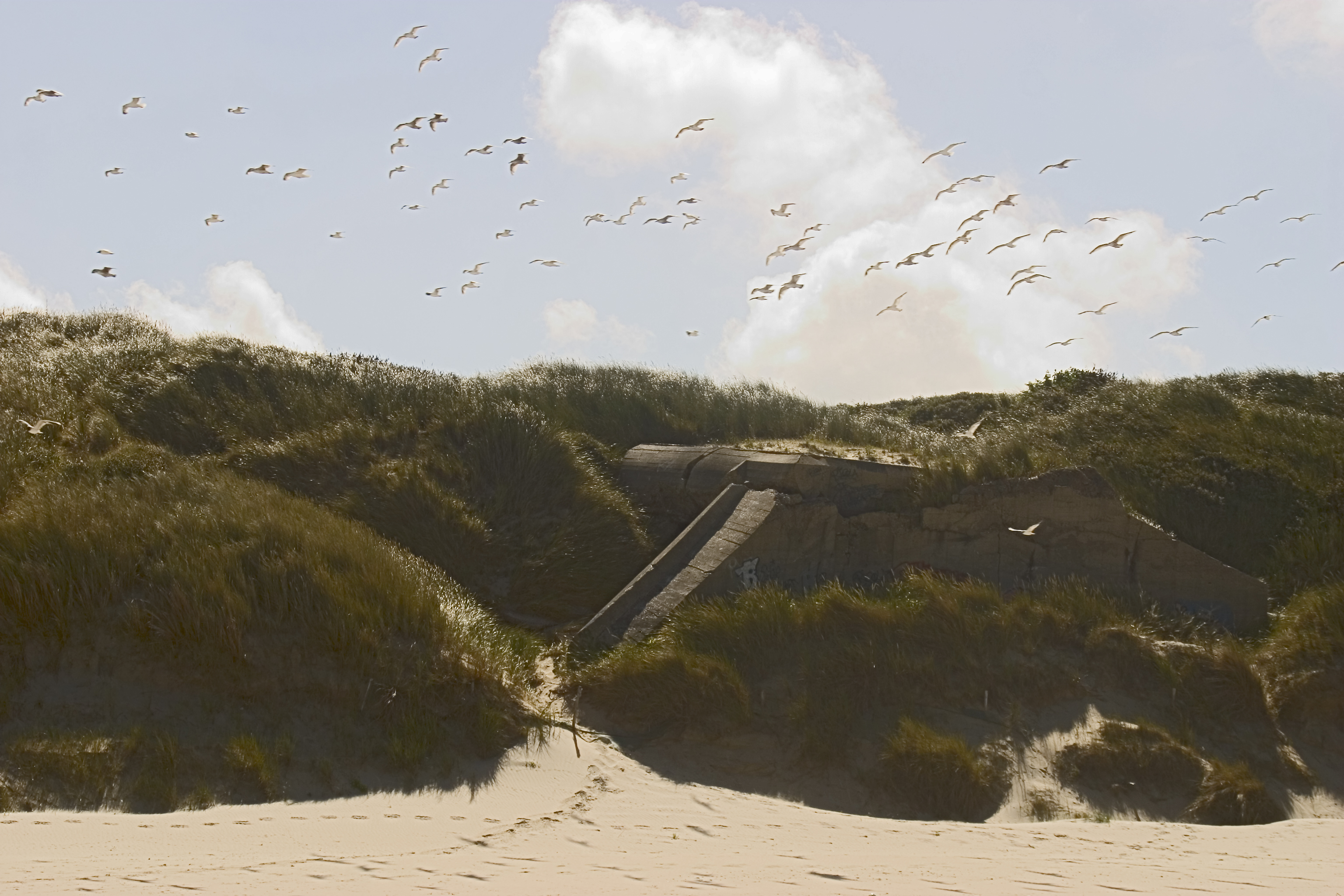
Les restes d'un blockhaus dans les dunes au Touquet-Paris-Plage.
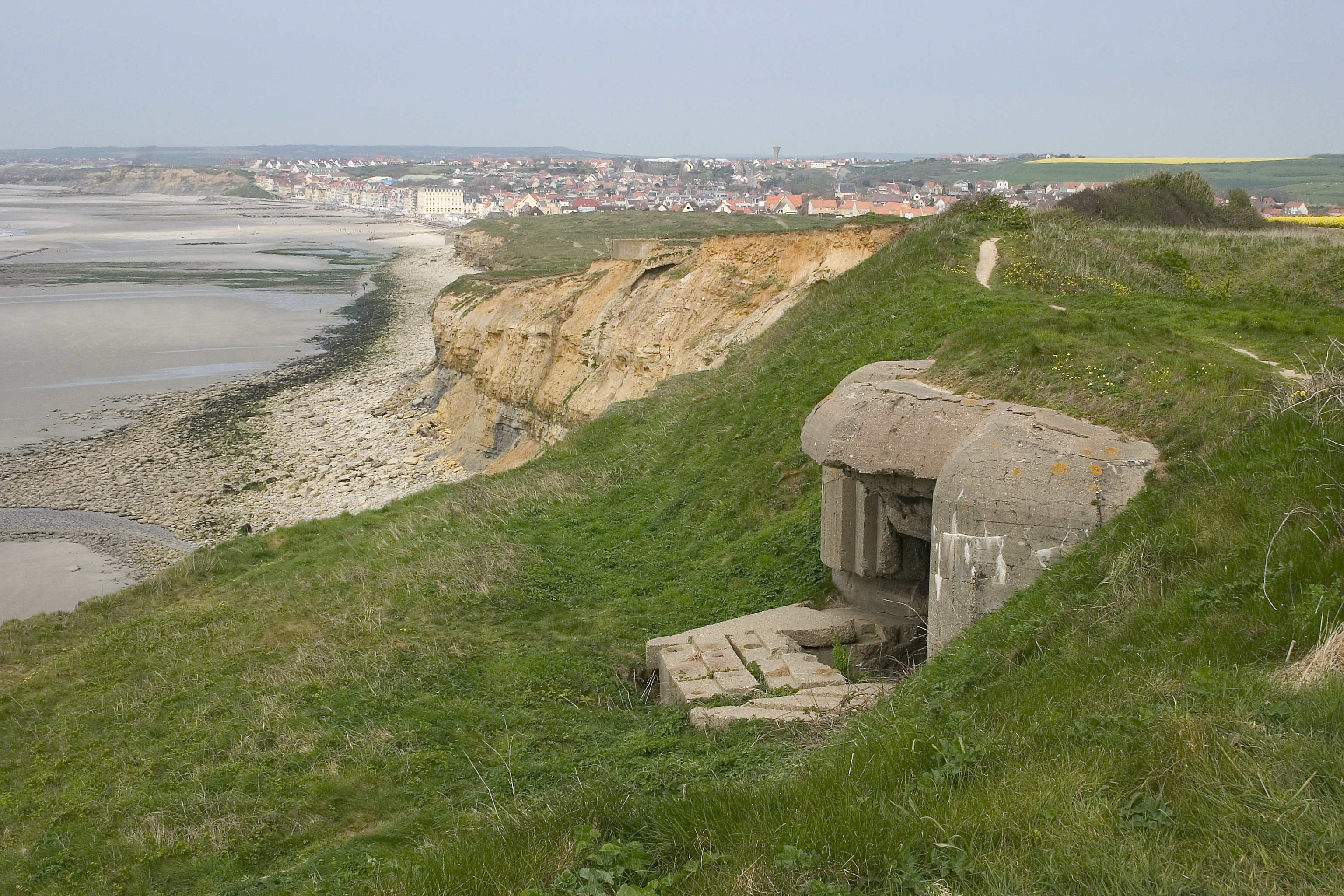
Le fort de la Crèche à Wimereux défendant le port de Boulogne-sur-Mer.
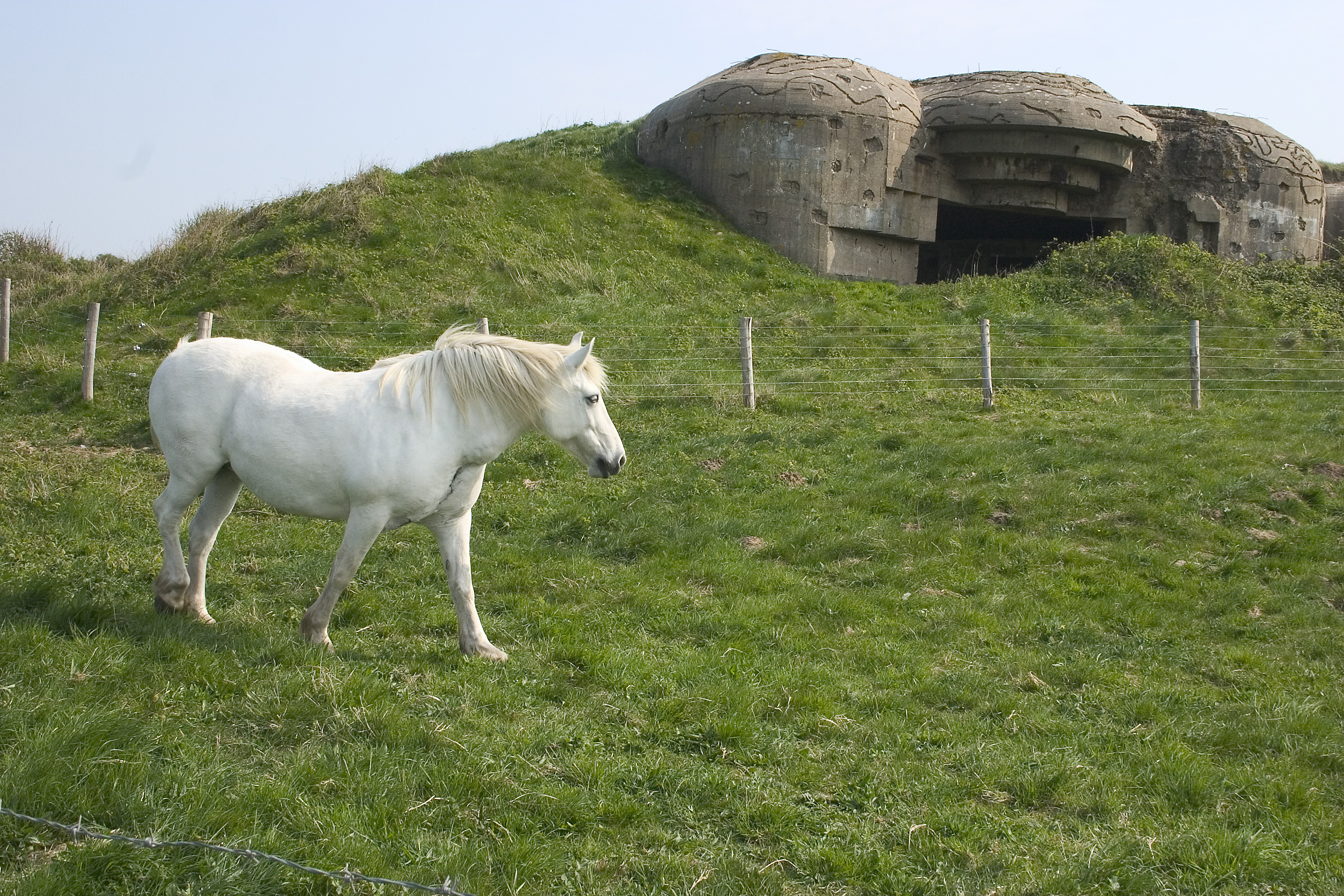
Un des dispositifs du fort de la Crèche à Wimereux.
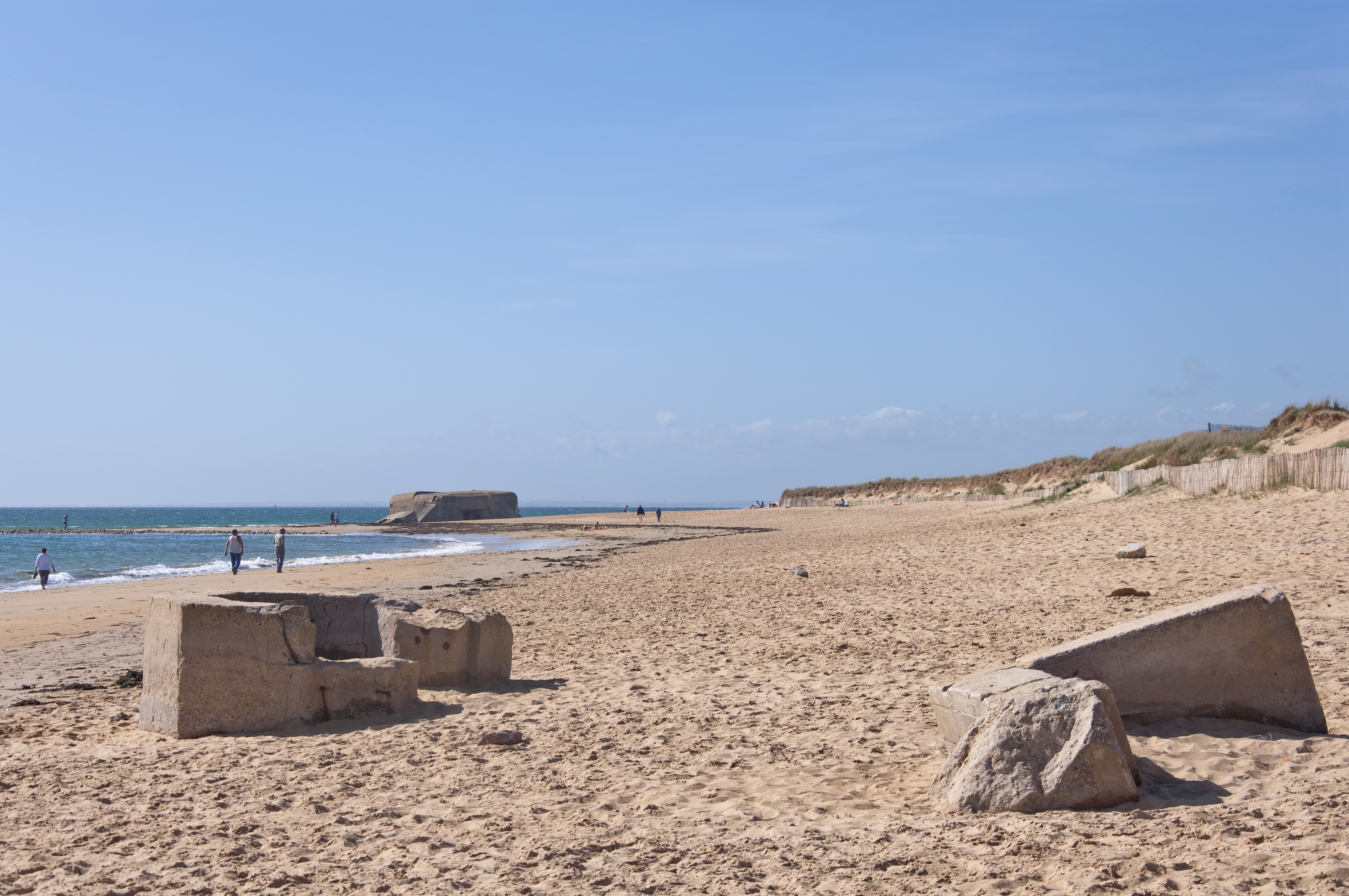
Restes de blockhaus à Erdeven dans le Morbihan. En arrière-plan, le blockhaus de la Roche Sèche.
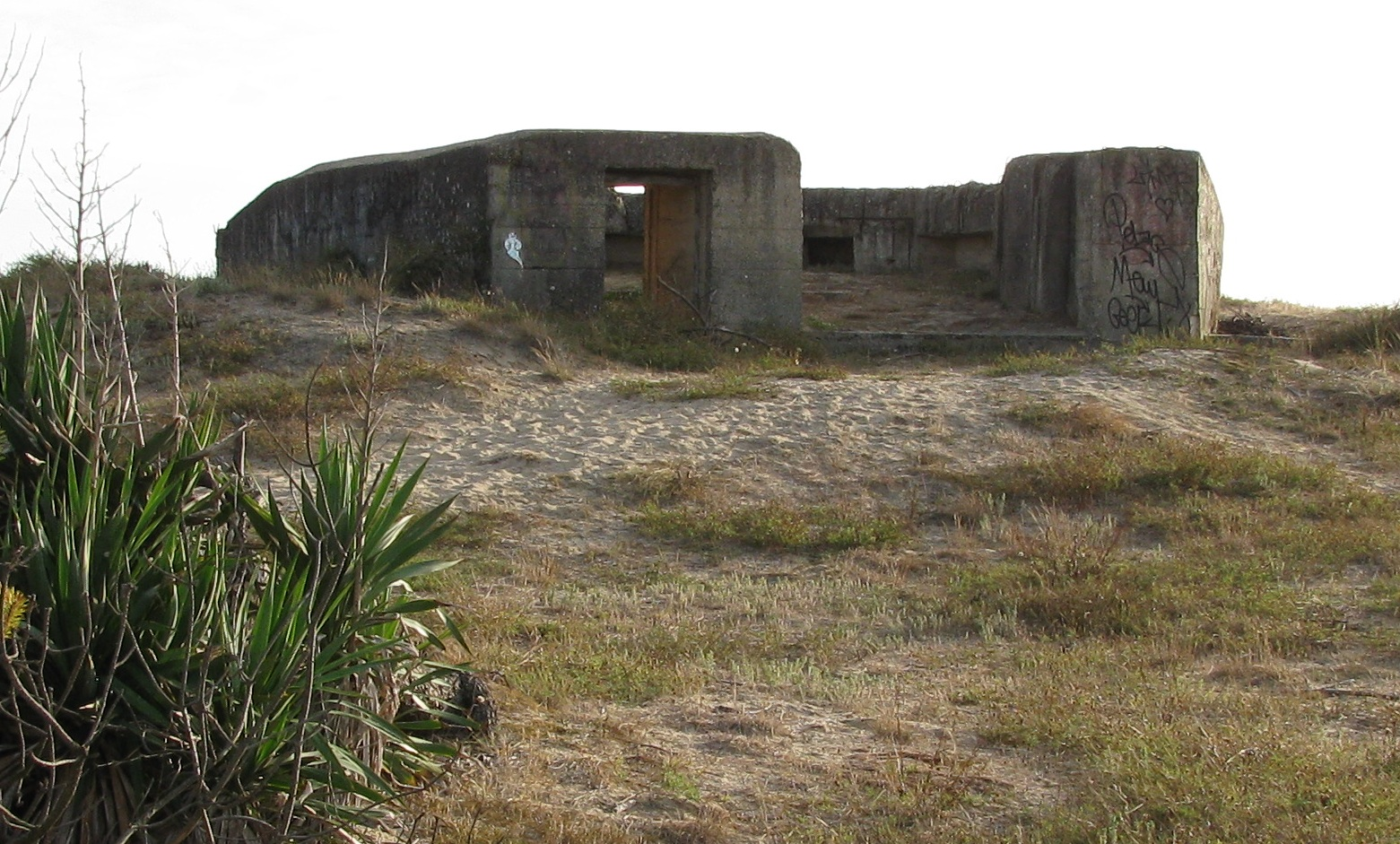
Blockhaus sur la dune littorale au sud de Soulac-sur-Mer en Gironde.
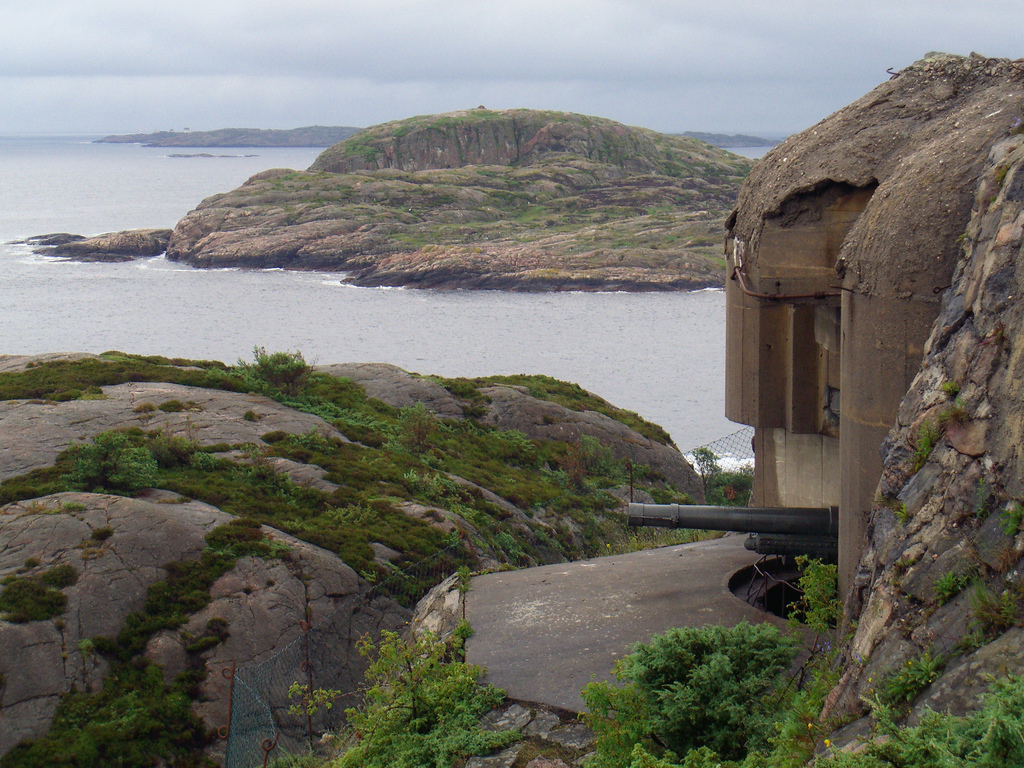
blockhaus en Norvège avec un béton de camouflage.
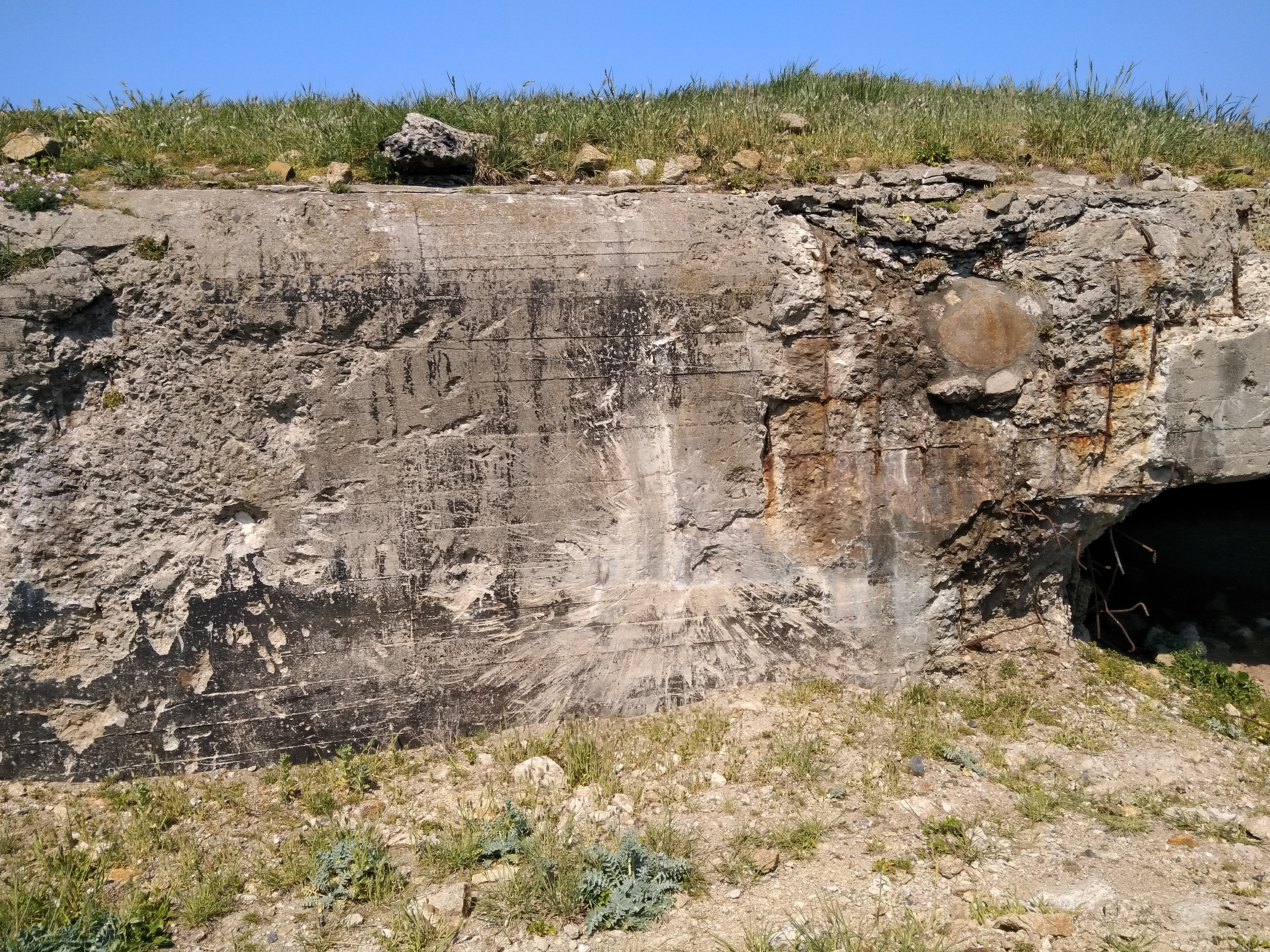
Traces d'une explosion sur un blockhaus de l'île de Cézembre.

### Espaces muséographiques et touristiques

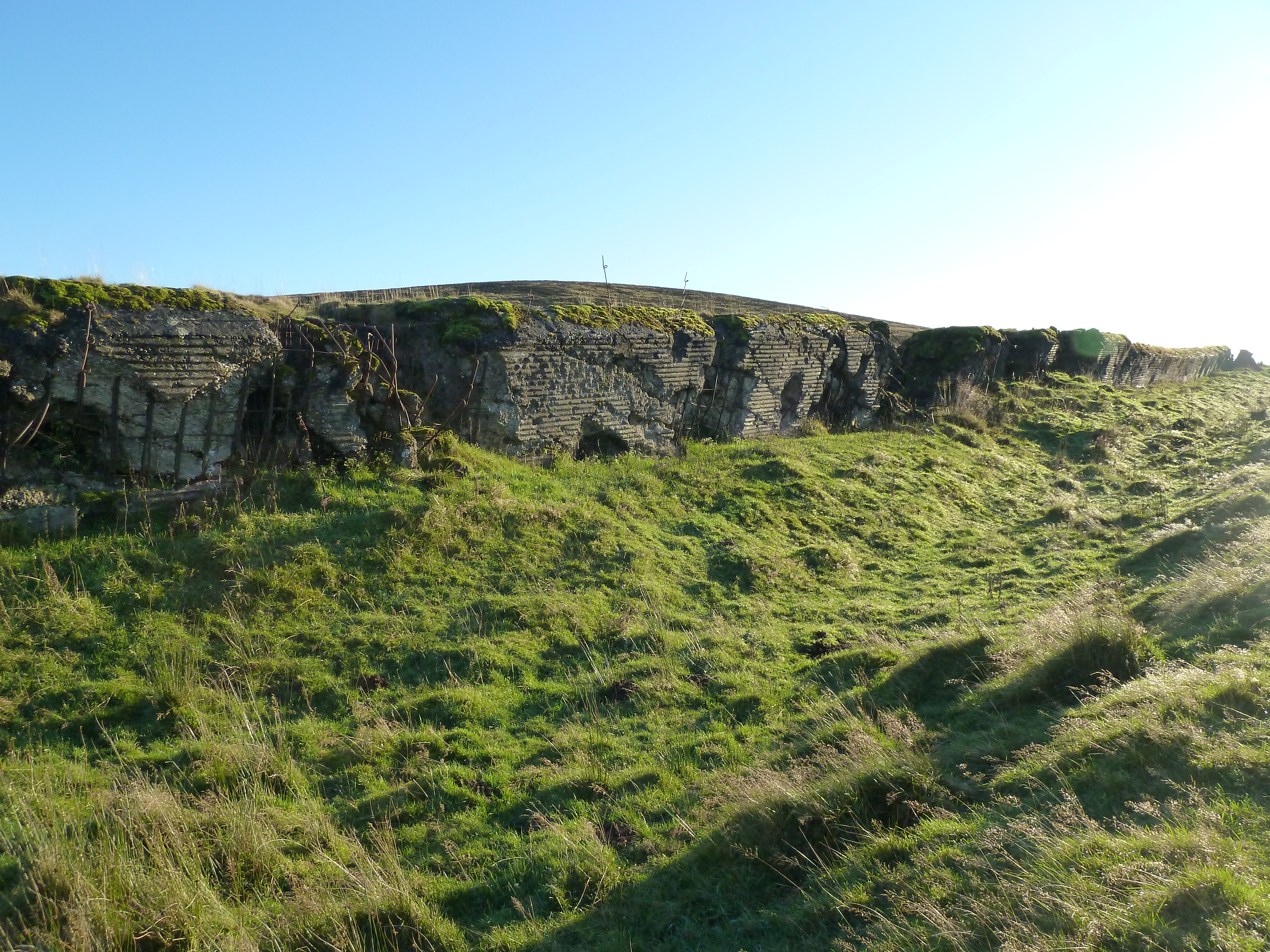
En juin 1943, le Defence Scientific Advisory Council crée un Anti-Concrete Committee qui teste l'impact d'explosifs et de projectiles sur des répliques grandeur nature de sections du mur de l'Atlantique élevées en Angleterre.

Plusieurs musées racontent l'histoire du mur dans la partie où ils sont installés.
- Musée local du mur de l'Atlantique au Château Peconet, à Quinsac en Gironde (France)
- Musée du mur de l'Atlantique - Batterie Todt à Audinghen, cap Gris-Nez (France)
- Musée du mur de l'Atlantique à Raversyde (Ostende, en Belgique)
- Mémorial de la Cité d'Alet, à Saint-Malo (Ille-et-Vilaine)
- Circuits historiques et blockhaus visitables sur l’Île de Noirmoutier (Vendée).
- Nombre de sites sont restaurés et ouverts au public dans les îles Anglo-Normandes (à Jersey et Guernesey) par les soins de la CIOS (Channel Islands Occupation Society), au Danemark et en Norvège.

### Support artistique

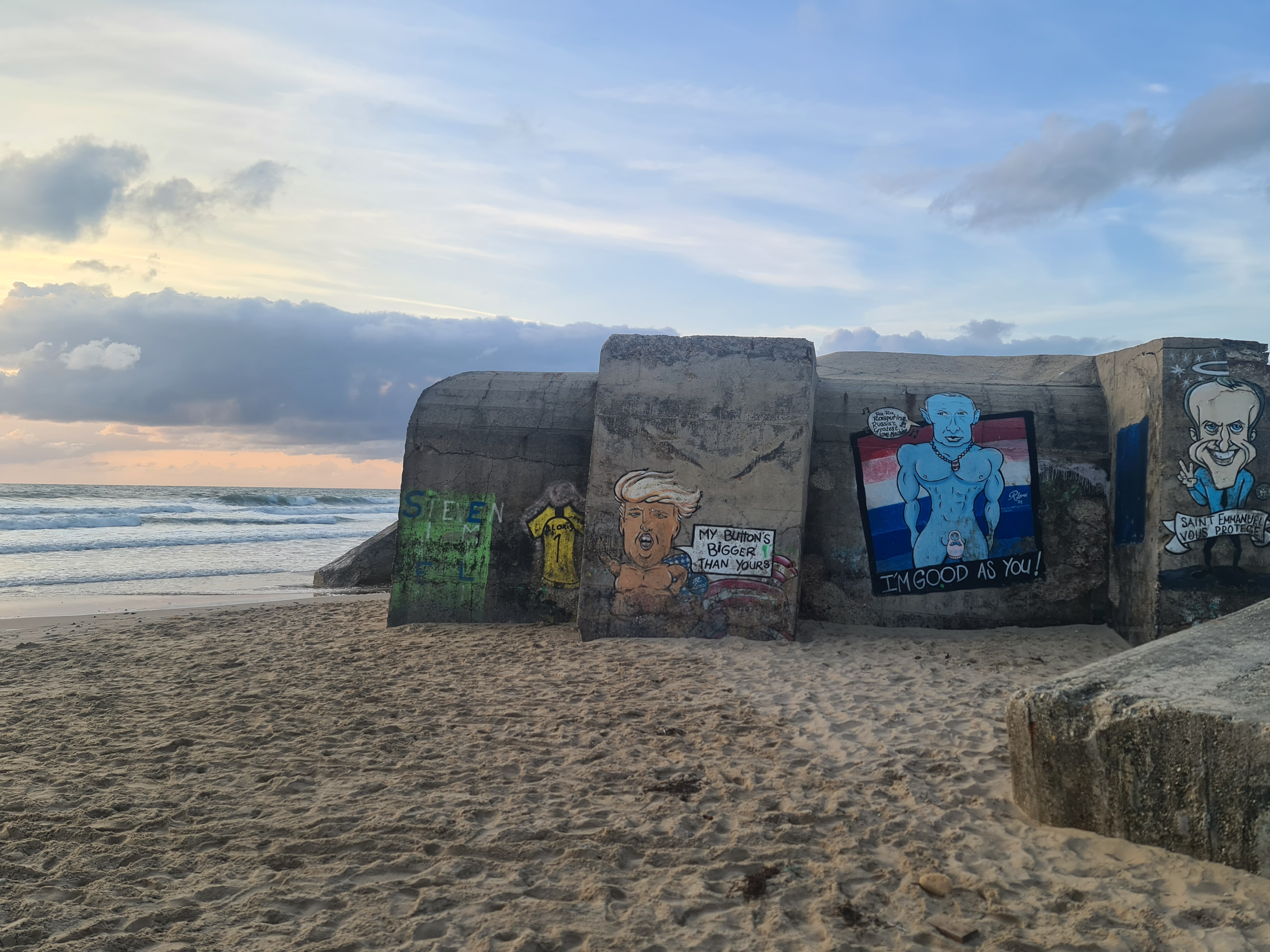
Graffiti sur un blockhaus de la plage de Dépée à Grayan-et-l'Hôpital.

L'abandon de milliers de structures en bétons armés a laissé le champ libre à de nombreux artistes pour utiliser les blockhaus comme support d'art, majoritairement par le graffiti. Certains projets utilisent l'ensemble du blockhaus,,.

### Archéologie
En 1975, l'urbaniste et essayiste français Paul Virilio édite un ouvrage intitulé Bunker archéologie, qui impulse des recherches archéologiques au sujet des blockhaus.

### Écologie
Les blockhaus du mur de l'Atlantique, construits sur la côte, servent désormais de marqueurs d'érosion bien identifiable. En Aquitaine, le trait de côte étant important, de nombreux blockhaus se retrouvent ensablés sur la plage, voire totalement submergés par l'océan. La présence de ces structures en béton permet également à certaines espèces d'y trouver refuge, comme le lézard ocelléou les chauves-souris.